# الانتخابات الإمبراطورية

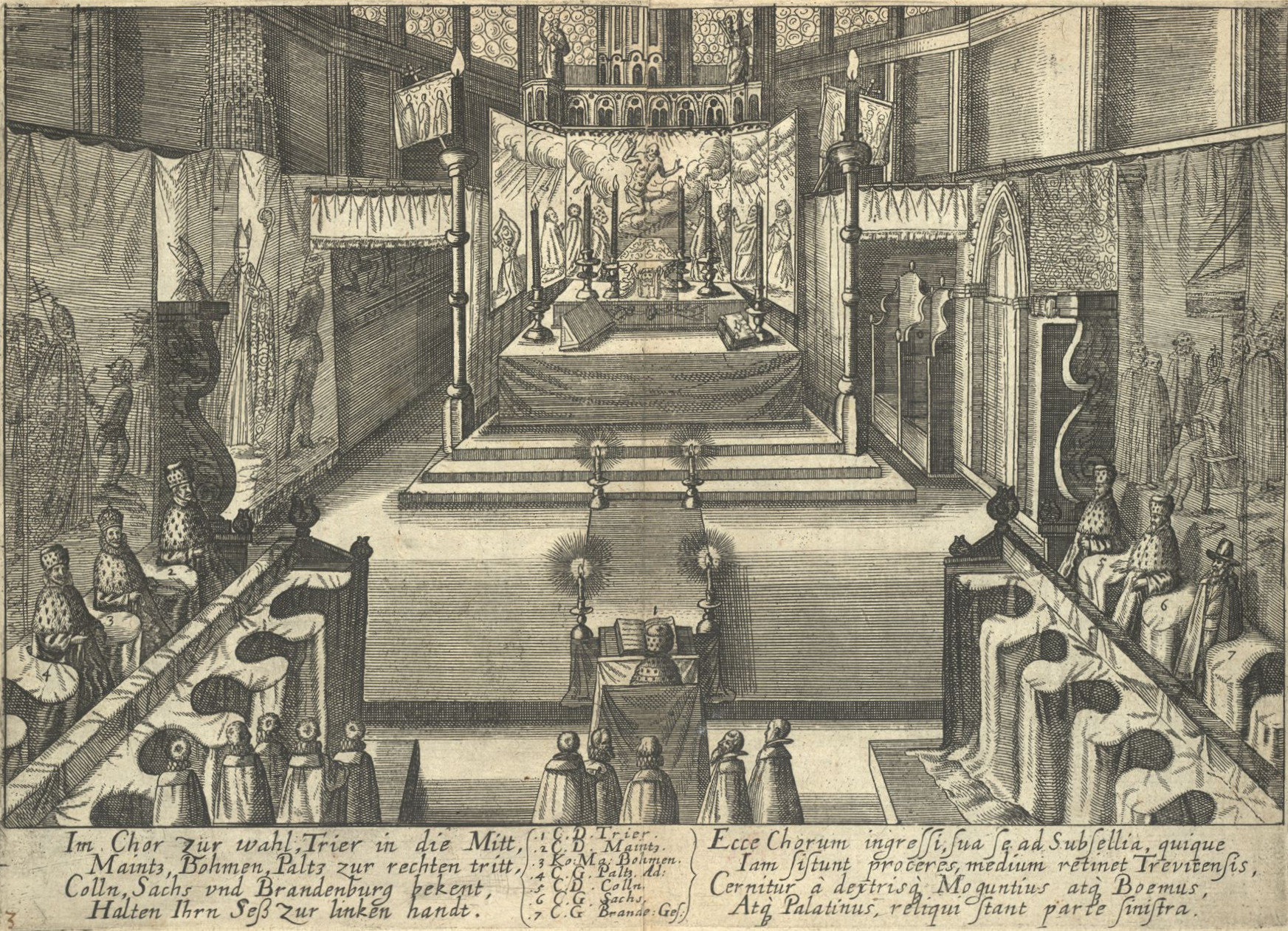
انتخاب ماتياس كـ إمبراطور روماني مقدس، من قبل الأمراء الناخبون.

يكون انتخاب إمبراطور روماني مقدس عموماً من مرحلتين على الأقل منذ القرن الثالث عشر، يتم انتخاب ملك الرومان في هيئة مصغرة من قبل أمراء الكبار في الإمبراطورية الرومانية المقدسة (الأمير الناخب) ثم عقب ذلك بفترة وجيزة يتم تتويجه كإمبراطور وهو تعيين يكون عادة للمدى الحياة، حتى عام 1530 يتم التتويج من قبل البابا، في 1356 أصدر الإمبراطور كارل الرابع المرسوم الذهبي الذي أصبح القانون الأساسي لانتخاب الملوك والأباطرة في المستقبل.
على الرغم من أن الإمبراطورية الرومانية المقدسة ربما كانت مثال أكثر شهرة للملكية الانتخابية؛ من 1453 حتى 1740 كان الأباطرة كلهم من هابسبورغ، وأصبح العرش وارثي بحكم الأمر الواقع، خلال تلك الفترة يتم انتخاب إمبراطور من داخل أعضاء أسرة هابسبورغ من قبل مجلس صغير يدعون الأمراء الناخبون.
| محتويات         |                               |
| أمراء الناخبون: | الكنسيين المدنيين التغييرات   |
| الانتخابات:     |                               |
| القرن 14        | 1376 مايو 1400 أغسطس 1400     |
| القرن 15        | 1410 1411 1438 1440 1486      |
| القرن 16        | 1519 1531 1562 1575           |
| القرن 17        | 1612 1619 1636 1653 1658 1690 |
| القرن 18        | 1711 1742 1745 1764 1790 1792 |
| المراجع         |                               |

## أمراء الناخبون
من القرن الثالث عشر، مُنح حق الانتخاب ملوك في الإمبراطورية الرومانية المقدسة لعدد محدود لأمراء الإمبراطورية، يسمى بـ الأمير-الناخب؛ ولكن هناك نظريات مختلفة على متى ظهر حق الانتخابي.

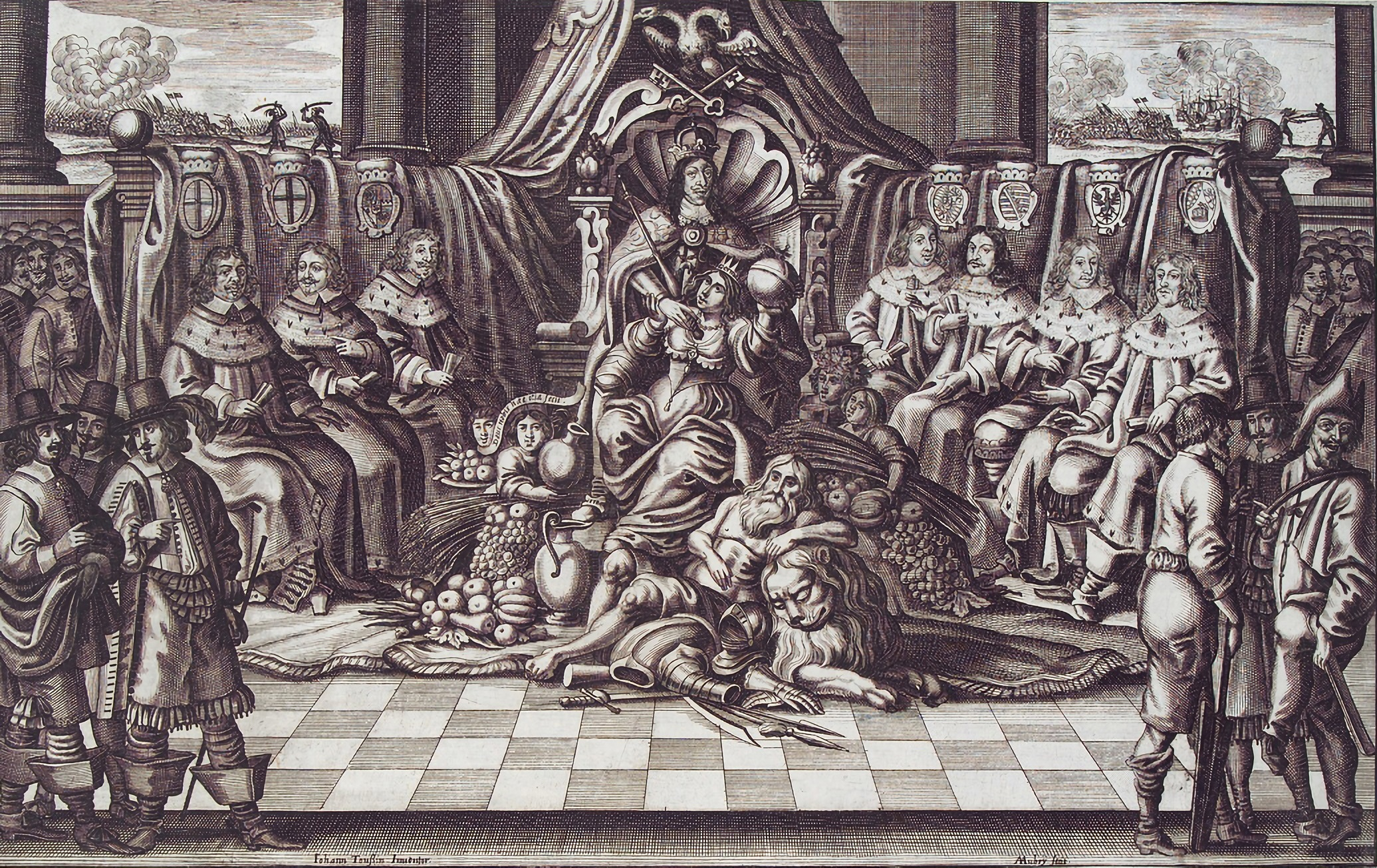
الإمبراطور وثمانية الناخبين (ترير، كولونيا، ماينتس، بوهيميا، بافاريا، ساكسونيا، براندنبورغ وبالاتينات). نقش نحاسي من قبل إبراهام أوبري، نورنبيرغ، 1663/64.

كانت مقاعد الانتخاب الأمراء المدنيين تتم عن طريق الوراثة، غير أن الناخبين الكنسيين (الأمير-الأسقف) الأخريين يتم انتخابهم من خلال أروقة كاتدرائية كقادة دينيين، ولكنهم أيضا يحكموا المنطقة كـ (أمير) لمنطقة في الإمبراطورية (والتي تكون عادةً جزء من أراضي الأبرشية)؛ وهكذا يكون الأمير الأسقف ناخباَ أيضا، وينطبق نفس الشيء على أمراء-الدير الذين يتم انتخابهم في مجمع من قبل رجال الدين ويتم تعيينهم من قبل الأباطرة في أقليم خاص كأمراء.
في البداية سبعة الناخبيين يستطعيون أختيار «ملك الرومان» الذي كان يعرف بأنه وريث الإمبراطوري المعين؛ ومن ثم يذهب الملك المنتخب إلى البابا لكي يتوج، وأمراء الناخبون هم:-

### أمراء الكنسيين
- أمير-رئيس أساقفة ماينتس
- أمير-رئيس أساقفة ترير
- أمير-رئيس أساقفة كولونيا

### أمراء المدنيين
- ملك بوهيميا، كانوا من أسرة لوكسمبورغ وقت إصدار مرسوم الذهبي، ولكن منذ عام 1526 أصبحت من ممتلكات هابسبورغ، كان التاج البوهيمي من ناحية النظرية يعتبر الانتخابي؛ ولكن مع سيطرة هابسبورغ عليها أصبح وراثي بحكم الأمر الواقع.
- كونت بالاتينات-الراين، طوال هذه الفترة كانت من مملتكات أسرة فيتلسباخ.
- دوق ساكسونيا، منذ 1356 كانت لـ بيت أسكانيا؛ ومنذ 1423، كانت لـ بيت فتين
- مارغريف براندنبورغ، منذ 1356 كانت لـ أسرة فيتلسباخ؛ ثم في 1373، كانت لـ أسرة لوكسمبورغ؛ وأخيراً منذ 1415، كانت لـ أسرة هوهنتسولرن.

### التغييرات اللاحقة
كانت الإضافات للاحقة لمجلس الانتخابي فيما يلي:-
- دوق بافاريا؛ كانت لـ فرع الأكبر من أسرة فيتلسباخ.
- دوق براونشفايغ لونيبورغ (وأيضا يعرف بـ ناخب هانوفر) كانت لـ أسرة فلف، منذ 1714 كان الدوق أيضا ملك بريطانيا العظمى.

## القرن 14

### انتخابات 1376

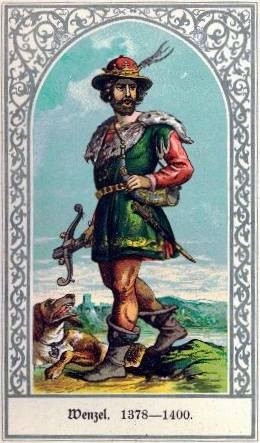
فنتسل، ملك الرومان

جرت انتخابات في 26 يونيو 1376 في فرانكفورت.

#### الناخبون
- لودفيغ من مايسن، ناخب ماينتس (1374-1379).
- كونو الثاني فالكنشتاين، ناخب ترير (1362-1388).
- فريدرخ الثالث من ساروبرن، ناخب كولونيا (1372-1414).
- كاريل الأول، ملك بوهيميا (1346-1378) والإمبراطور.
- روبرشت الأول، ناخب بالاتينات (1356-1390).
- فنتسل الأول، ناخب ساكسونيا (1370-1388)
- فنتسل، ناخب براندنبورغ (1373-1378).

#### انتخاب
فنتسل البوهيمي، ملك الرومان.
كانت هذه أول انتخابات يتم إجراؤها بعد أعقاب سن المرسوم الذهبي، والتي حددت بدقة شروط ومؤهلات الناخبين، وطريقة إجراء الانتخابات، وكان هذا أساس كل انتخابات التي جرت بعد ذلك، كان فنتسل ابن الإمبراطور كارل الرابع، أصبح ناخب براندنبورغ في 1373، ثم انتخابه كوريث كارل، كـ ملك الرومان، وعندما توفي كارل بعد ذلك بعامين في 29 نوفمبر 1378 أصبح ملك بوهيميا أيضا.

### انتخابات الأولى في 1400
جرت هذه الانتخابات الأولى حدثت في 22 مايو 1400 بـ فرانكفورت.

#### الناخبون
- يوهان الثاني من ناساو، ناخب ماينتس (1396-1419).
- فيرنز من فالكنشتاين، ناخب ترير (1388-1418).
- فريدرخ الثالث من ساروبرن، ناخب كولونيا (1372-1414).
- روبرشت الثالث، ناخب بالاتينات (1398-1410).
- رودولف الثالث، ناخب ساكونيا (1388-1419).
- جوبست، ناخب براندنبورغ (1388-1411).

#### انتخاب
فريدرخ الأول، دوق براونشفايغ-لونيبورغ.
اجتمع الناخبون للنظر في البديل، بعد أن كانوا غير راضين عن أداء فنتسل لواجباته كملك ألمانيا، فريدرخ من بروانشفايغ-لونيبورغ انتخب كـ ملك مضاد لـ فنتسل. ومع ذلك الناخبين الكنسيين الثلاثة لـ ماينتس، ترير، وكولونيا، (وبطبيعة الحال فنتسل نفسه) لم يوفقوا علي الانتخابات، والتي كانت بالتالي باطلة من الناحية القانونية، بحيث كانت تؤيدها أقلية فقط من الناخبين، فريدرخ اغتيل بعد أسبوعين من ذلك، في 5 يونيو 1400.

### انتخابات الثانية في 1400

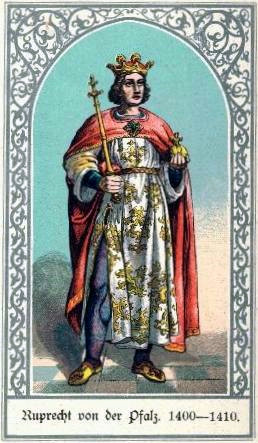
روبرشت، ملك ألمانيا

جرت الانتخابات الثانية من 1400 في 21 أغسطس بـ رينز-آم-راين.

#### الناخبون
- يوهان الثاني من ناساو، ناخب ماينتس (1396-1419).
- فيرنز من فالكنشتاين، ناخب ترير (1388-1418).
- فريدرخ الثالث من ساروبرن، ناخب كولونيا (1372-1414).
- روبرشت الثالث، ناخب بالاتينات (1398-1410).

#### انتخاب
روبرشت، ناخب بالاتينات (كـ روبرشت الثالث)، وملك ألمانيا (كـ روبرشت الأول).
اجتمع الناخبون الكنسيين الثلاثة وروبرشت مرة أخرى لرفض الملك فنتسل رسمياً في 20 أغسطس 1400، وفي اليوم التالي تم اختيار روبرشت بالإجماع كملك ألمانيا الجديد. ومع ذلك ناخب ساكسونيا (رودولف الثالث، 1388-1419)، وناخب براندنبورغ (جوبست، 1388-1411) وملك بوهيميا (فنتسل، 1378-1419) لم يكونوا موجودين، ومع ذلك لم يعترف فنتسل بصحة تنازله وانتخاب روبرشت.

## القرن 15

### انتخابات 1410

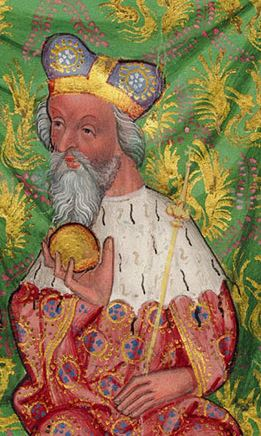
جوبست من مورافيا

جرت انتخابين عام 1410 الأول في 20 سبتمبر والثاني في 1 أكتوبر.

#### الناخبون
- يوهان الثاني من ناساو، ناخب ماينتس (1396-1419).
- فيرنز من فالكنشتاين، ناخب ترير (1388-1418).
- فريدرخ الثالث من ساروبرن، ناخب كولونيا (1372-1414).
- لودفيغ الثالث، ناخب بالاتينات (1410-1436).
- رودولف الثالث، ناخب ساكونيا (1388-1419).
- جوبست، ناخب براندنبورغ (1388-1411).

#### انتخاب
سيغيسموند وجوبست من مورافيا.
وجاءت هذه الانتخابات عقب وفاة روبرشت ملك ألمانيا في 18 مايو 1410. وفي 20 سبتمبر أعلن ثلاثة من الناخبين بشكل غير رسمي انتخاب زيغموند ملك المجر ابن الإمبراطور الراحل كارل الرابع ملكاً على ألمانيا. وكان من بينهم فريدرخ، بورغريف نورمبرغ، بالنيابة عن سيغيسموند وادعي لتمثيل عن ناخب براندنبورغ، ولكن لم يأذن له من قبل مارجريف آنذاك، جوبست المورافي، ابن شقيق الإمبراطور الراحل.
ولم يقبل الناخبون المتبقون انتخابات سيغيسموند المشكوك فيها في سبتمبر، وبذلك في 1 أكتوبر 1410، انتخبوا جوبست المورافي كـ ملك مضاد لابن عمه سيغيسموند، ولكن جوبست توفي بعد ثلاثة أشهر فقط. وكانت انتخابات عام 1410 هي الأخيرة التي أدت إلى تنافس في المُلك ومضادة للملك.

### انتخابات 1411

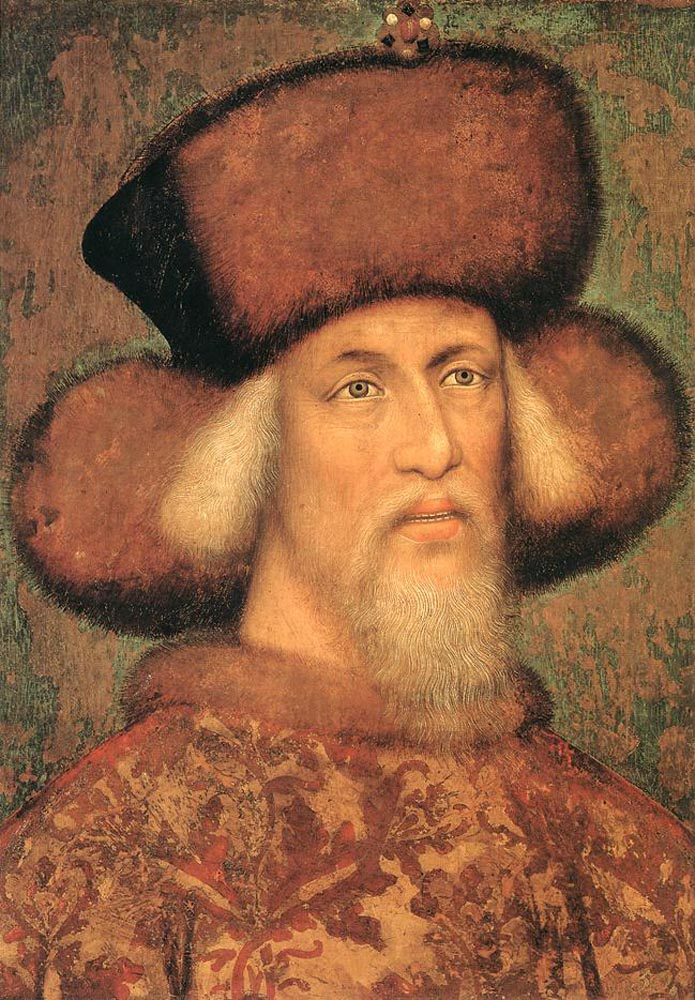
سيغيسموند

جرت هذه الانتخابات في 1411 في 21 يوليو.

#### الناخبون
- يوهان الثاني من ناساو، ناخب ماينتس (1396-1419).
- فيرنز من فالكنشتاين، ناخب ترير (1388-1418).
- فريدرخ الثالث من ساروبرن، ناخب كولونيا (1372-1414).
- لودفيغ الثالث، ناخب بالاتينات (1410-1436).
- رودولف الثالث، ناخب ساكونيا (1388-1419).
- سيغيسموند، ناخب براندنبورغ (1411-1415)، وأيضا ملك المجر.

#### انتخاب
سيغيسموند، ملك ألمانيا والمجر.
بعد وفاة جوبست في 18 يناير 1411، لم يكن هناك أي عقبة أخرى أمام سيغيسموند (الآن أصبح ناخب براندنبورغ بلا منازع) وتم قبوله كملك من قبل جميع الناخبين، وأجريت هذه الانتخابات على النحو الواجب بعد ستة أشهر. وبقبول هذه الانتخابات، اعترف سيغيسموند ضمناً بعدم صلاحية انتخابه عام 1410.

### انتخابات 1438

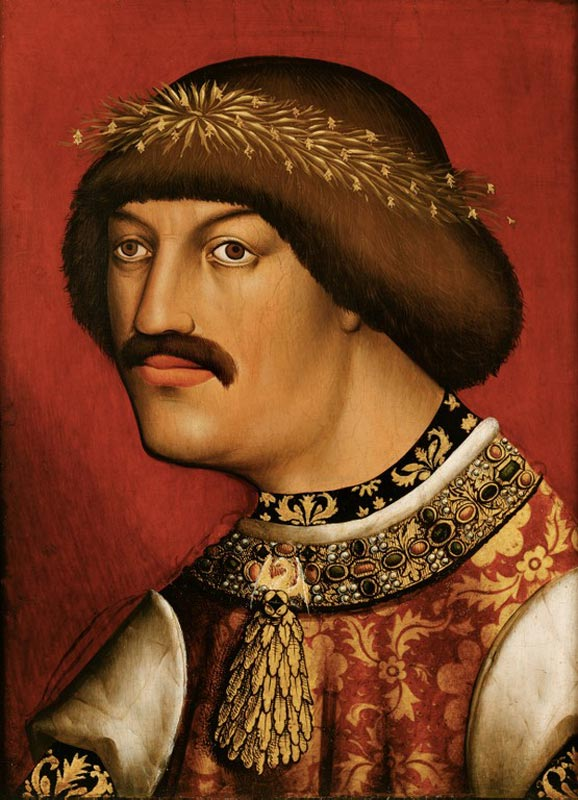
ألبرشت الثاني ملك ألمانيا

جرت هذه الانتخابات في 18 مارس 1438 في فرانكفورت.

#### الناخبون
- ديتريش شينك فون إرباخ، ناخب ماينتس (1434-1459).
- رابان فون هلمشتات، ناخب ترير (1430-1439).
- ديتريش الثاني فون مورس، ناخب كولونيا (1414-1463).
- لودفيغ الرابع، ناخب بالاتينات (1436-1449).
- فريدرخ الثاني، ناخب ساكسونيا (1428-1464).
- فريدرخ الأول، ناخب براندنبورغ (1415-1440).

#### انتخاب
ألبرشت، ملك ألمانيا.
وجاءت هذه الانتخابات بعد وفاة الإمبراطور سيغيسموند في 9 ديسمبر 1437.
ألبرشت، الملك المنتخب، على الرغم أنه كان اسمياً ملك بوهيميا بحكم زواجه من إليزابيث البوهيمية، إلا أنه لم يتوج إلا بعد هذه الانتخابات، بينما كان يقاتل مع البوهيميين في ذلك الوقت ضد الهوسيون، بحيث لم يكن ألبرشت حاضراً أثناء انتخابه.
تم منح انتخابية براندنبورغ في 1415 إلى أسرة هوهنتسولرن، بحيث بقيت معهم حتى نهاية الإمبراطورية.

### انتخابات 1440

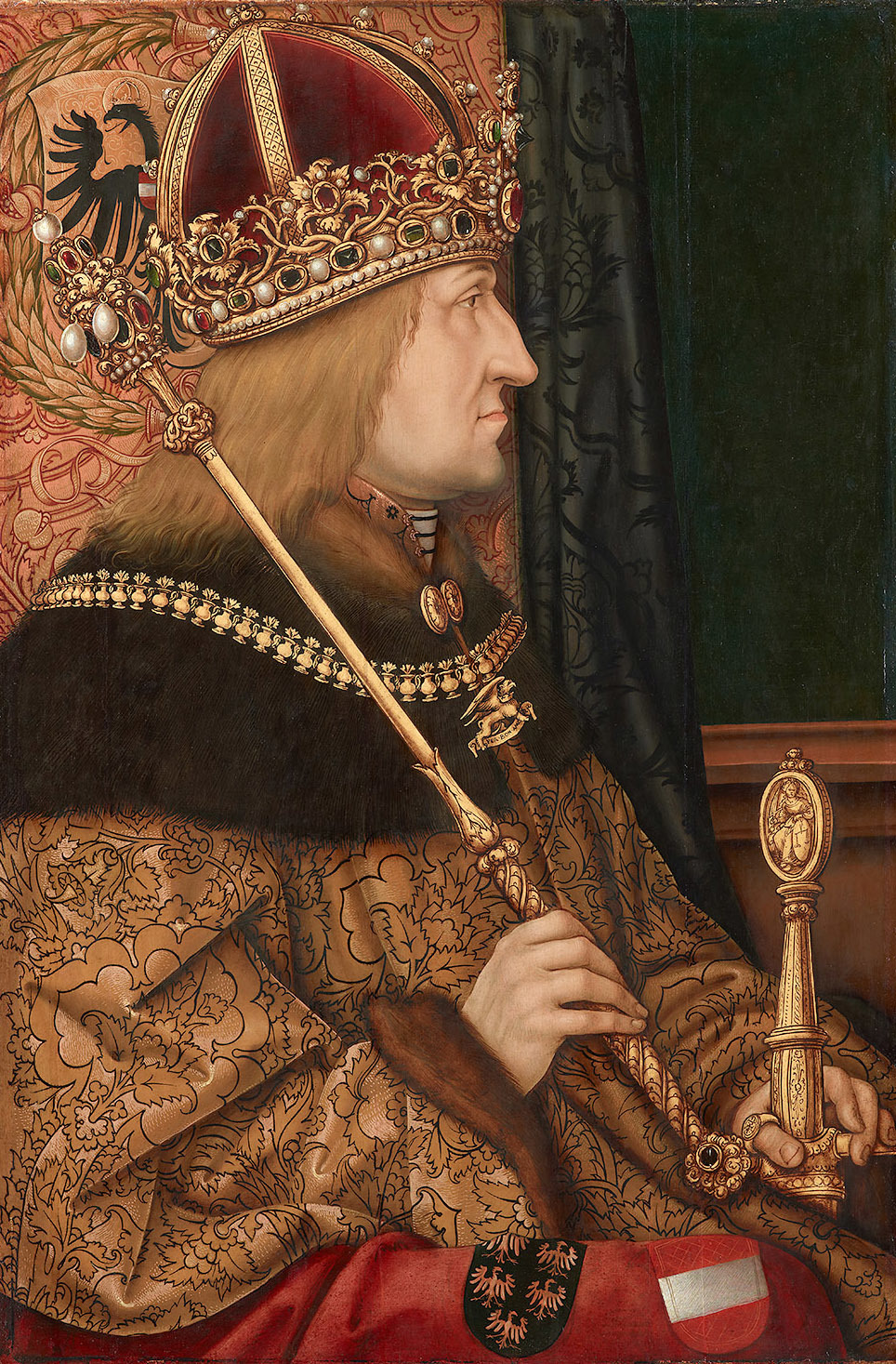
فريدرش الثالث، إمبراطور روماني مقدس

جرت هذه انتخابات في 2 فبراير 1440 بـ فرانكفورت.

#### الناخبون
- ديتريش شينك فون إرباخ، ناخب ماينتس (1434-1459).
- جيمس فون سييرك، ناخب ترير (1439-1456).
- ديتريش الثاني فون مورس، ناخب كولونيا (1414-1463).
- لودفيغ الرابع، ناخب بالاتينات (1436-1449).
- فريدرخ الثاني، ناخب ساكسونيا (1428-1464).
- فريدرخ الأول، ناخب براندنبورغ (1415-1440).

كان مكان ملك بوهيميا في هذه الانتخابات شاغراً، لأن الملك السابق ألبرشت توفي في 27 أكتوبر 1439 تاركاً زوجته إليزابيث حاملاً، فطفلهما لاديسلاوس لم يلد حتى 22 فبراير 1440، أي بعد عشرين يوماً من الانتخابات.

#### انتخاب
فريدرخ، أرشيدوق النمسا وملك ألمانيا.
وكان فريدرخ آخر ملك ألماني يتوج كـ إمبراطور في روما من قبل البابا، في 19 مارس 1452. وكان سلفاً لجميع أباطرة هابسبورغ اللاحقة.

### انتخابات 1486

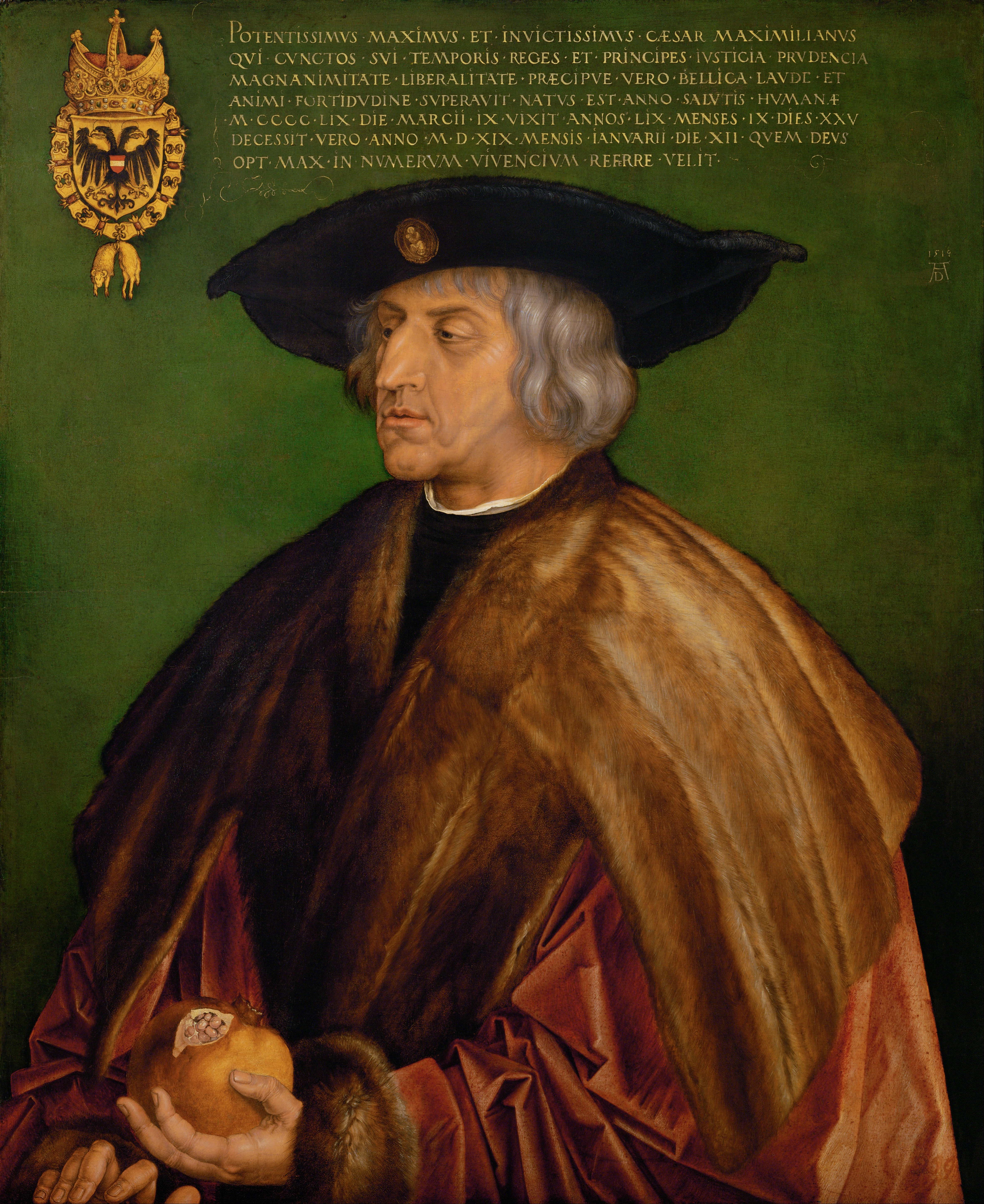
ماكسيمليان الأول، إمبراطور روماني مقدس

جرت هذه الانتخابات في 16 فبراير بـ فرانكفورت.

#### الناخبون
- برتولد من هينبيرغ-رومهيلد، ناخب ماينتس (1484-1504).
- يوهان الثاني من بادن، ناخب ترير (1466-1503).
- هيرمان الرابع من هسن، ناخب كولونيا (1480-1508).
- فلاديسلاف الثاني، ملك بوهيميا (1471-1516).
- فيليب، ناخب بالاتينات (1476-1508).
- إرنست، ناخب ساكسونيا (1464-1486).
- ألبرشت الثالث، ناخب براندنبورغ (1470-1486).

#### انتخاب
ماكسيمليان، ملك الرومان.
تم انتخاب ماكسيميليان، أرشيدوق النمسا، ملك الرومان في 1486، وخلف والده فريدرخ الثالث مع وفاة الأخير في 19 أغسطس 1493، وبسبب قيام الحروب في إيطاليا جعلت من إستحالة على ماكسيميليان للقيام برحلة التتويج الإمبراطوري إلى روما، وفي 4 فبراير 1508 في ترينت ادعى لنفسه لقب إمبراطور الروماني المنتخب أو إمبراطور الروماني بالإنتخاب (Electus Romanorum Imperator) بدلا من التتويج، والذي قُبل به في وقت لاحق في 12 فبراير 1508 من قبل البابا يوليوس الثاني، احتفظ المنتخبون اللاحقون بالحق في أن يطلقوا على أنفسهم اسم الإمبراطور، بدلا من الملك وحده، دون التتويج البابوي.

## القرن 16

### انتخابات 1519

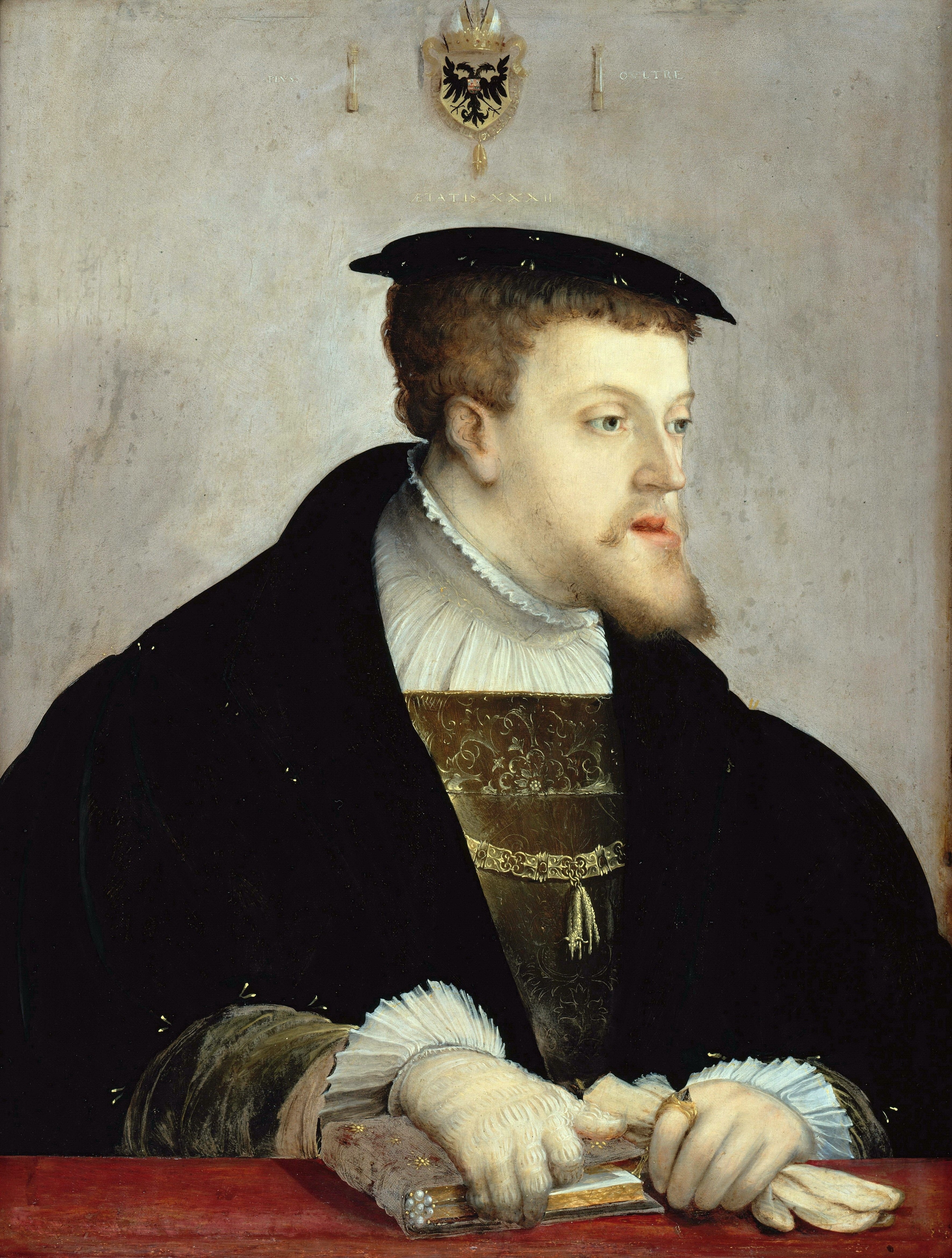
كارل الخامس، إمبراطور روماني مقدس

جرت هذه انتخابات في 28 يونيو بـ فرانكفورت؛ كانت واحدة من الانتخابات أكثر نزاعاً في الإمبراطورية.

#### الناخبون
- ألبرشت من براندنبورغ، ناخب ماينتس (1515-1545).
- ريتشارد غريفينكلاو زو فولرادس، ناخب ترير (1511-1531).
- هيرمان فون فيد، ناخب كولونيا (1515-1546).
- لودفيك الثاني، ملك بوهيميا (1516-1526)؛ وأيضا ملك المجر.
- لودفيغ الخامس، ناخب بالاتينات (1508-1544).
- فريدرخ الثالث، ناخب ساكسونيا (1486-1525).
- يواكيم الأول، ناخب براندنبورغ (1499-1535).

#### انتخاب
كارل الخامس، إمبراطور روماني مقدس ودوق بورغندي وملك إسبانيا.
تلت هذه الانتخابات مع وفاة الإمبراطور ماكسيميليان الأول في 12 يناير 1519، لم يكن هناك منافس ألماني في هذه الانتخابات؛ المرشحين الرئيسيين هما كارل، دوق برغونية وملك إسبانيا، وفرانسوا الأول ملك فرنسا، وأيضا معهم هنري الثامن ملك إنجلترا ولكن كان ترشيحه على هامش، على الرغم من أن كارل وريث هابسبورغ وحفيد الإمبراطور إلا أنه نم في برغونية المجاورة، وعاش في إسبانيا في السنتين الأخيرتين قبل الإنتخاب، وكان يتحدث بـ الفرنسية والهولندية بدلاً من الألمانية، ولذلك شعر بأنه أجنبي كما شُعر فرانسوا، في حين لم انتخب الإمبراطور أجنبي لإمبراطورية منذ تم انتخاب فريدرخ الثاني في 1211، وفرنسا والإمبراطورية لم تنضم معاً في الانتخابات منذ أيام سلالة الكارولنجية.
كارل وفرانسوا حاولوا التفوق على بعضهم البعض وذلك بتقديم رشاوي ضخمة، استطاع كارل تعويل علي تصويت صهره ملك بوهيميا، في حين اشتري فرانسوا ناخب ترير، ولكن للحصول علي الموافقة الكاملة لابد من موافقة ناخبو ماينتس، براندنبورغ وبالاتينات، على الأقل، ومع ذلك التفاصيل الكاملة للانتخابات لم تكشف أبدًا، فمن الممكن أن الناخبين سعوا إلى الخروج من مازقهم بانتخابهم إمبراطور، ناخب ساكسونيا في البداية أدلى رفضه، ومع ذلك في النهاية، تم انتخب كارل بالإجماع، على الرغم من بعض المخاوف التي تساور ناخب براندنبورغ.

### انتخابات 1531

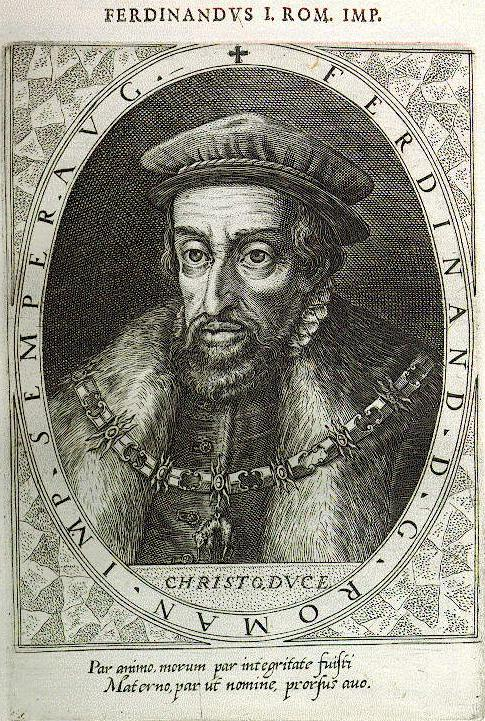
فرديناند الأول، إملبراطور روماني مقدس

جرت هذه الانتخابات في 5 يناير من 1531 في فرانكفورت.

#### الناخبون
- ألبرشت من براندنبورغ، ناخب ماينتس (1515-1545).
- ريتشارد غريفينكلاو زو فولرادس، ناخب ترير (1511-1531).
- هيرمان فون فيد، ناخب كولونيا (1515-1546).
- فرديناند الأول، ملك بوهيميا (1526-1564)؛ وأيضا ملك المجر.
- لودفيغ الخامس، ناخب بالاتينات (1508-1544).
- يوهان، ناخب ساكسونيا (1525-1532).
- يواكيم الأول، ناخب براندنبورغ (1499-1535).

#### انتخاب
فرديناند الأول، أرشيدوق النمسا وملك المجر وبوهيميا.
كارل الخامس، بعد أن أدرك كامل الهيمنة هابسبورغ لا يمكن أن يحكمها رجل واحد، وبذلك استقر حكم أراضي هابسبورغ في النمسا على شقيقه فرديناند (الذي أصبح منذ 1526 ملك بوهيميا والمجر)، مع ذلك أراد كارل تمرير التاج الإمبراطوري ابنه فيليب، فرديناند كانت لديه خبرة الإمبراطور التي كان نادراً موجودة في الإمبراطورية إلا أن في ذاك الوقت كل من الصراع الديني الداخلي والتهديدات الخارجية من الأتراك العثمانيين، قام الأمراء الألمان بضغط على انتخاب فرديناند كحل توفيقي، وافق كارل على انتخاب فرديناند كـ وريثه (ملك الرومان)، مع شرط على أن ابنه فيليب سيخلفه يوماً ما (على الرغم من أن هذا لم يحدث في الواقع). فعلى الرغم من انتخابه في عام 1531، كان على فرديناند الانتظار أكثر من ربع قرن قبل أن يصبح إمبراطور مع تنازل شقيقه كارل في 1556.
جرت الانتخابات في منتصف صراعات الإصلاح البروتستانتي، مما أدى إلى ظهور الانقسامات الأولى بين الناخبين الكاثوليك والبروتستانت. كان ناخبو ماينتس وبراندنبورغ مؤيدين بقوة للكاثوليكية، في حين أصبح ناخب ساكسونيا لوثرياً منذ 1527؛ أظهر ناخب كولونيا على الرغم من أنه أسقف كاثوليكي ميلا للإصلاح، وسيتم خلعه في نهاية المطاف من أسقفية في 1546، ولكن خلال المرحلة، كان لا يزال بعيداً عن التوصل إلى حل وسط بين الكاثوليك واللوثريين.

### انتخابات 1562

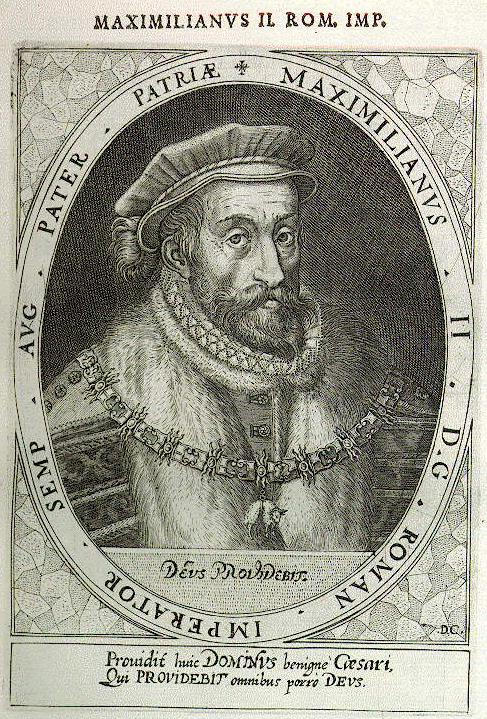
ماكسيمليان الثاني، إمبراطور روماني مقدس

جرت الانتخابات في 28 نوفمبر في ريغنسبورغ.

#### الناخبون
- دانيال بريندل فون هومبورغ، ناخب ماينتس (1555-1582).
- يوهان فون در ليين، ناخب ترير (1556-1567).
- فريدرخ الرابع فون فيد، ناخب كولونيا (1562-1567).
- فرديناند الأول، ملك بوهيميا (1526-1564)؛ إمبراطور الروماني المقدس وملك المجر.
- فريدرخ الثالث، ناخب بالاتينات (1559-1576).
- أوغسطس، ناخب ساكسونيا (1553-1586).
- يواكيم الثاني، ناخب براندنبورغ (1535-1571).

#### انتخاب
ماكسيمليان الثاني، ملك الرومان.
جرت هذه الانتخابات خلال حياة الإمبراطور فرديناند الأول، ماكسيميليان، انتخب ملكا للرومان وخلفه كإمبراطور مع وفاته بعد أقل من عامين في 25 يوليو 1564.
وكانت هذه أول انتخابات يشارك فيها عضو من فرع الألبرتية من ناخبو ساكسونيا. بعد أن تشريد الفرع الأكبر فرع الإرنستية في 1547 بسبب نشاط آخرهم في الحركة البروتستانتية المعادية للكاثوليك.
وبحلول عام 1562 أصبحت الانقسامات بين الكاثوليكية والبروتستانتية راسخة في الإمبراطورية، ومع ذلك وظل ناخبو كنيسيون كاثوليك، ومعهم ملك بوهيميا الذين من الآن وصاعداً الأباطرة الرومان المقدسة، ومع ذلك أصبح ناخبو بالاتينات من الكالفينيين منذ 1561؛ وكان ناخب ساكسونيا لوثرياً، في حين تحول ناخب براندنبورغ إلى اللوثرية في 1555.

### انتخابات 1575

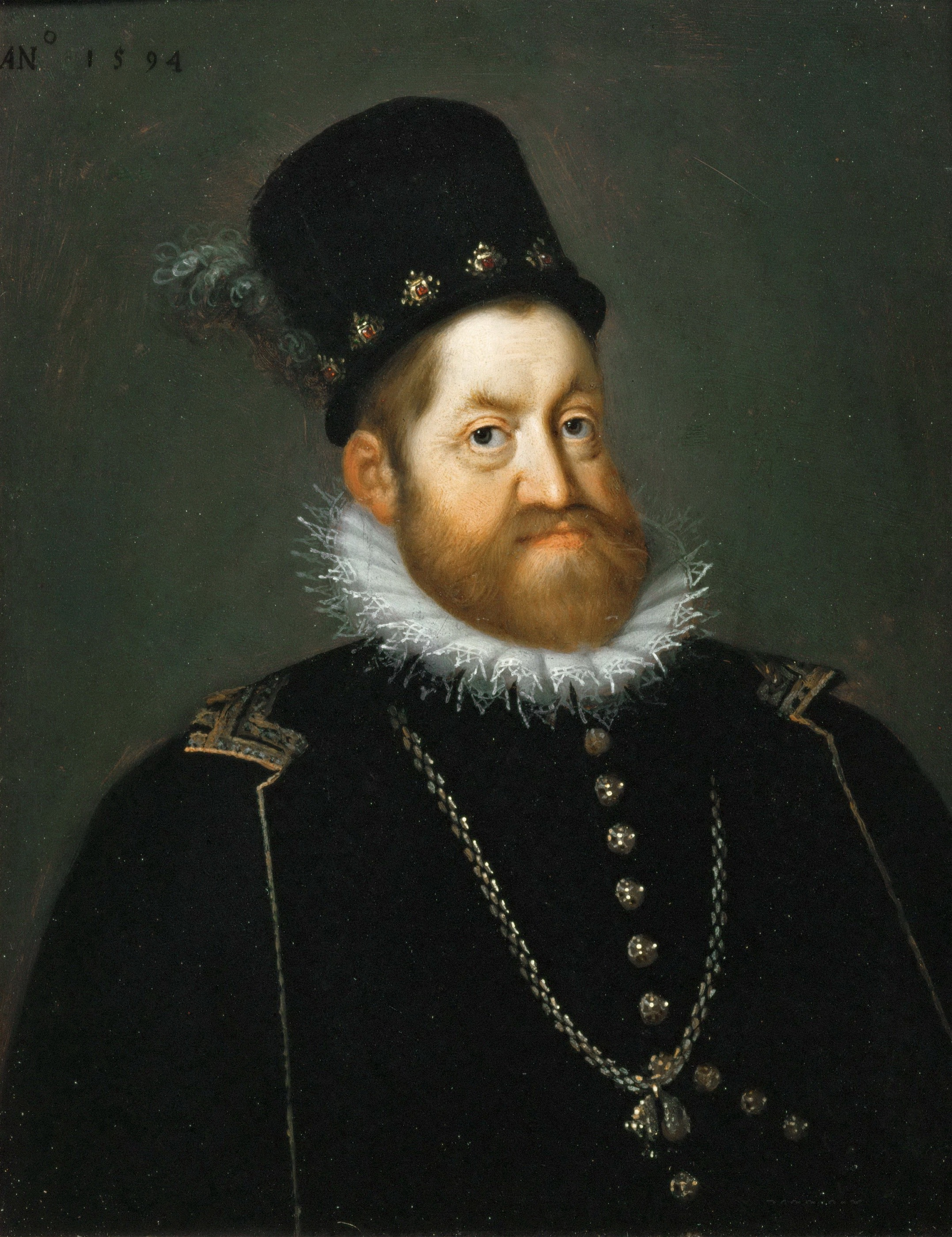
رودولف الثاني، إمبراطور روماني مقدس

جرت هذه الانتخابات في 27 أكتوبر في مدينة ريغنسبورغ.

#### الناخبون
- دانيال بريندل فون هومبورغ، ناخب ماينتس (1555-1582).
- جاكوب فون إلتز-روبيناخ، ناخب ترير (1567-1581).
- سالنتين السادس دي إسنبورغ، ناخب كولونيا (1567-1577).
- ماكسيمليان، ملك بوهيميا (1564-1576)؛ إمبراطور روماني مقدس وملك المجر.
- فريدرخ الثالث، ناخب بالاتينات (1559-1576).
- أوغسطس، ناخب ساكسونيا (1553-1586).
- يوهان غيورغ، ناخب براندنبورغ (1571-1598).

#### انتخاب
رودولف، ملك الرومان.
ثم انتخب رودولف، آنذاك ملك المجر، خلال حياة والده ماكسيميليان الثاني ملكا للرومان، عندما توفي ماكسيميليان في 12 أكتوبر 1576، أصبح رودولف الإمبراطور.
ظلت الانقسامات الدينية بين الناخبين كما كانت في الانتخابات السابقة.

## القرن 17

### انتخابات 1612

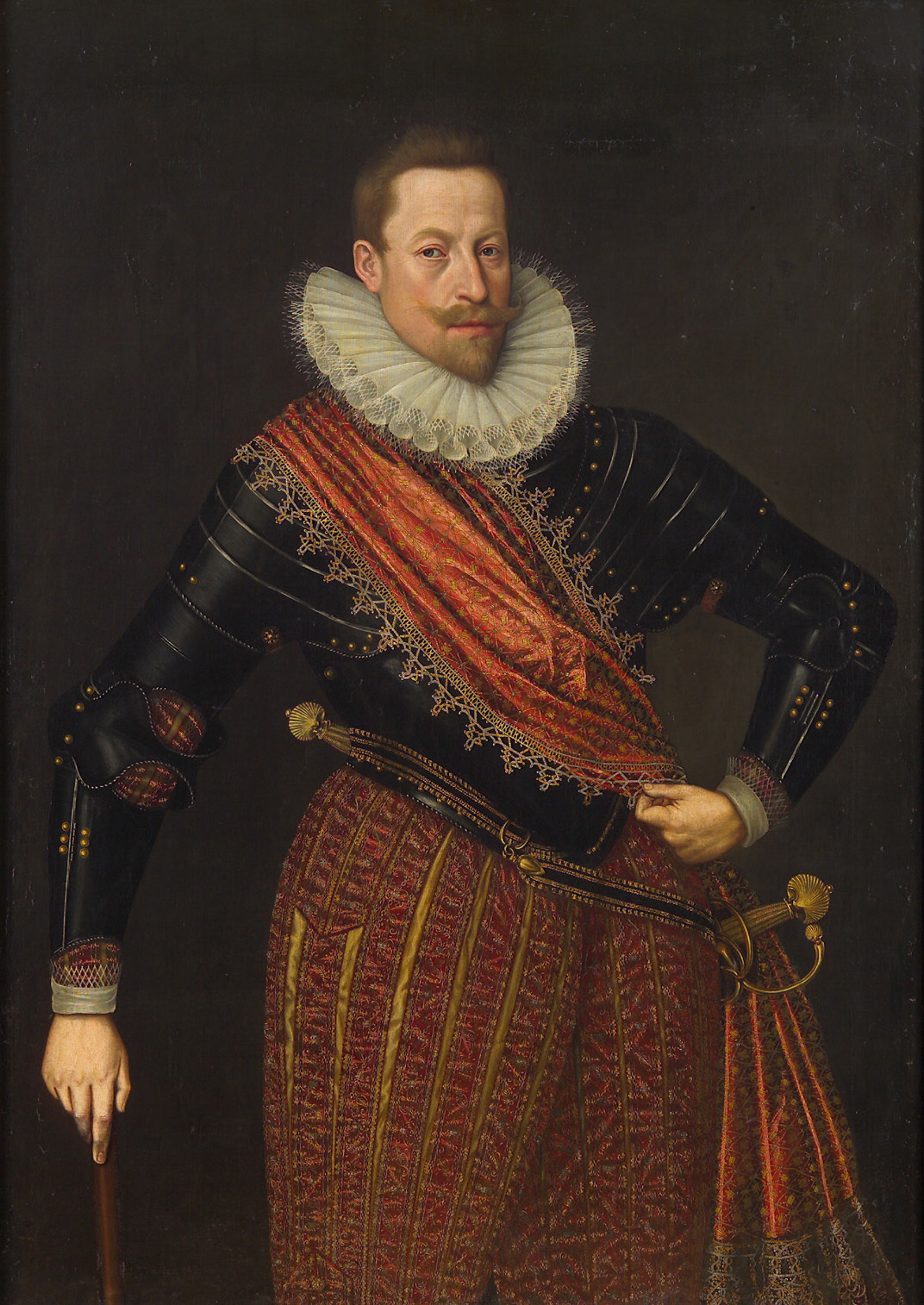
ماتياس، إمبراطور روماني مقدس

جرت هذه الانتخابات في 13 يونيو في مدينة فرانكفورت.

#### الناخبون
- يوهان شويخارد فون كرونبيرغ، ناخب ماينتس (1604-1620).
- لوثار فون ميترنيخ، ناخب ترير (1599-1623).
- فرديناند من بافاريا، ناخب كولونيا (1612-1660).
- ماتياس، ملك بوهيميا (1611-1619)؛ وأيضا ملك المجر.
- فريدرخ الخامس، ناخب بالاتينات (1610-1623).
- يوهان غيورغ الأول، ناخب ساكسونيا (1611-1656).
- يوهان زيغسمونت، ناخب براندنبورغ (1608-1619).

#### انتخاب
ماتياس، ملك بوهيميا والمجر.
جاءت هذه الانتخابات بعد وفاة الإمبراطور رودولف الثاني في 20 يناير 1612، حاول الناخب فرديناند البافاري الترويج لانتخاب شقيقه ماكسيميليان، دوق بافاريا كإمبراطور؛ ومع ذلك رفض ماكسيميليان قبول العرش؛ وبدلا من ذلك انتخب شقيق رودولف الأصغر ماتياس، الذي تولى بالفعل السلطة في بوهيميا والمجر.
ومع ذلك ظلت تقسيمات الدينية بين الناخبين كما كانت في الانتخابات السابقة.

### انتخابات 1619

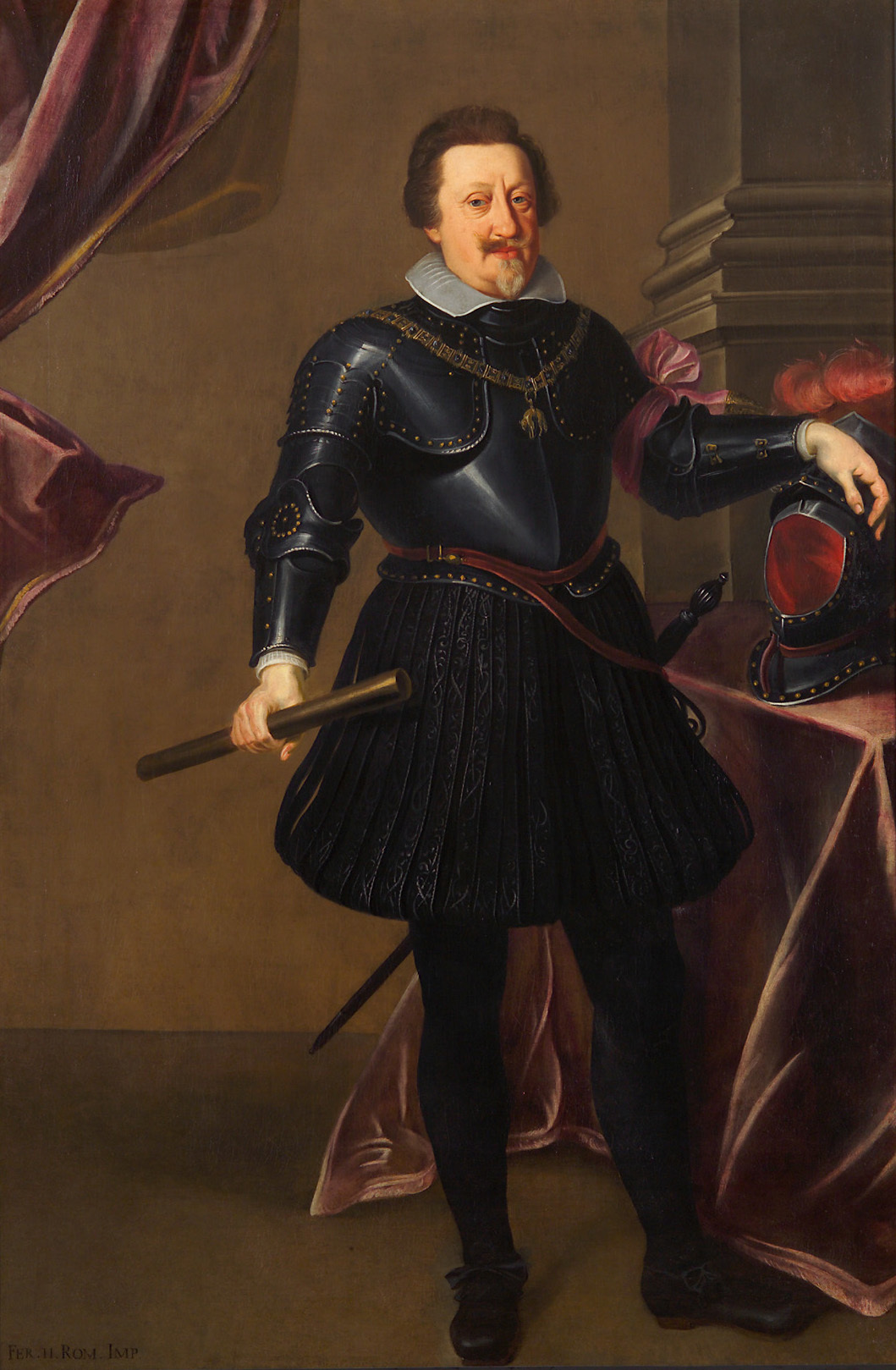
فرديناند الثاني، إمبراطور روماني مقدس

جرت هذه الانتخابات في 28 أغسطس في فرانكفورت.

#### الناخبون
- يوهان شويخارد فون كرونبيرغ، ناخب ماينتس (1604-1620).
- لوثار فون ميترنيخ، ناخب ترير (1599-1623).
- فرديناند من بافاريا، ناخب كولونيا (1612-1660).
- فرديناند الثاني، ملك بوهيميا (1611-1619)؛ وأيضا ملك المجر.
- فريدرخ الخامس، ناخب بالاتينات (1610-1623).
- يوهان غيورغ الأول، ناخب ساكسونيا (1611-1656).
- يوهان زيغسمونت، ناخب براندنبورغ (1608-1619).

#### انتخاب
فرديناند الثاني، أرشيدوق النمسا.
هذه الانتخابات حدثت بعد وفاة الإمبراطور ماتياس في 20 مارس 1619، بحيث وقعت مع بدايات حرب الثلاثين عاما، نبذت أراضي البوهيمي ملكها فرديناند، وانتخبت فريدرخ الخامس، ناخب بالاتينات ملكاً لأمة، ومع ذلك رفض الناخبون الأخرون تأكيدات فريدرخ كـ ملك بوهيميا، وأكدوا بانتخاب فرديناند كملك بوهيميا، ومع اعتراض وفد بالاتيناتي على تصويت لصالح فرديناند بحيث انتخبوا ماكسيميليان الأول، وأما البقية كلهم انتخبوا فرديناند.
بعد سبع سنوات فقط من انتخابات السابقة كانت تشكيلة الناخبين نفسها ماعدا ملك بوهيميا التي كانت محل نزاع؛ ومع ذلك تقسيمات الدينية ظلت كما هي.

### انتخابات 1636

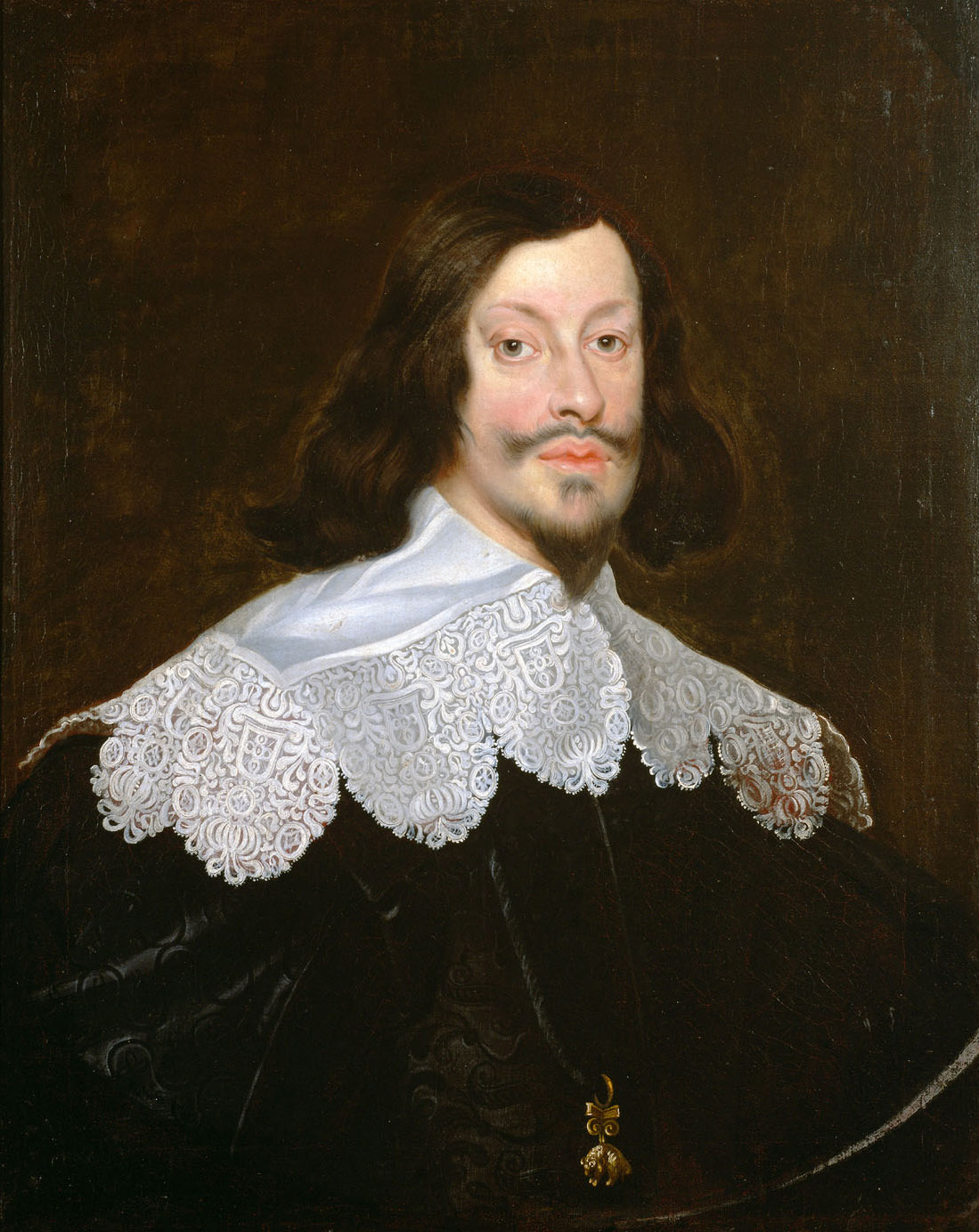
فرديناند الثالث، إمبراطور روماني مقدس

جرت هذه الانتخابات في 22 ديسمبر بـ ريغنسبورغ.

#### الناخبون
- أنسيلم كازيمير فامبولد فون أومستدت، ناخب ماينتس (1629-1647).
- فيليب كريستوف فون سوترن، ناخب ترير (1623-1652).
- فرديناند من بافاريا، ناخب كولونيا (1612-1660).
- فرديناند، حامل اللقب ملك بوهيميا (1627-1646)؛ وأيضا ملك المجر.
- ماكسيميليان الأول من بافاريا، ناخب بالاتينات (1623-1648)؛ وناخب بافاريا (1648-1651).
- يوهان غيورغ الأول، ناخب ساكسونيا (1611-1656).
- غيورغ فيلهلم، ناخب براندنبورغ (1619-1640).

#### انتخاب
فرديناند الثالث، ملك الرومان.
جرت هذه الانتخابات أثناء حرب الثلاثين عاما (1618-48)، في عهد الإمبراطور فرديناند الثاني، بحيث تم انتخاب ابنه فرديناند الثالث، الذي كان قد عين بالفعل ملك بوهيميا في 1627، ملك الرومان، وأصبح الإمبراطور مع وفاة والده بعد أقل من ثلاثة أشهر في 15 فبراير 1637.
في عام 1621 بعد اندلاع الحرب بوقت قصيرة تم إزاحة فريدرخ الخامس، ناخب بالاتينات من حقوقه الانتخابية وأيضا خسر أراضيه الوراثية بعد خسارة بوهيميا كذلك في معركة الجبل الأبيض؛ ومع ذلك ابنه لن يستعيدها حتى 1648، في فبراير 1623 تم نقل التصويت الانتخابي وأراضي بالاتينات رسميا إلى دوق بافاريا، ابن عمه البعيد؛ وبما أن ناخب بافاريا كان كاثوليكياً، أصبح مجلس الناخبين يتألف الآن من خمسة كاثوليك وأثنين من اللوثريين.

### انتخابات 1653

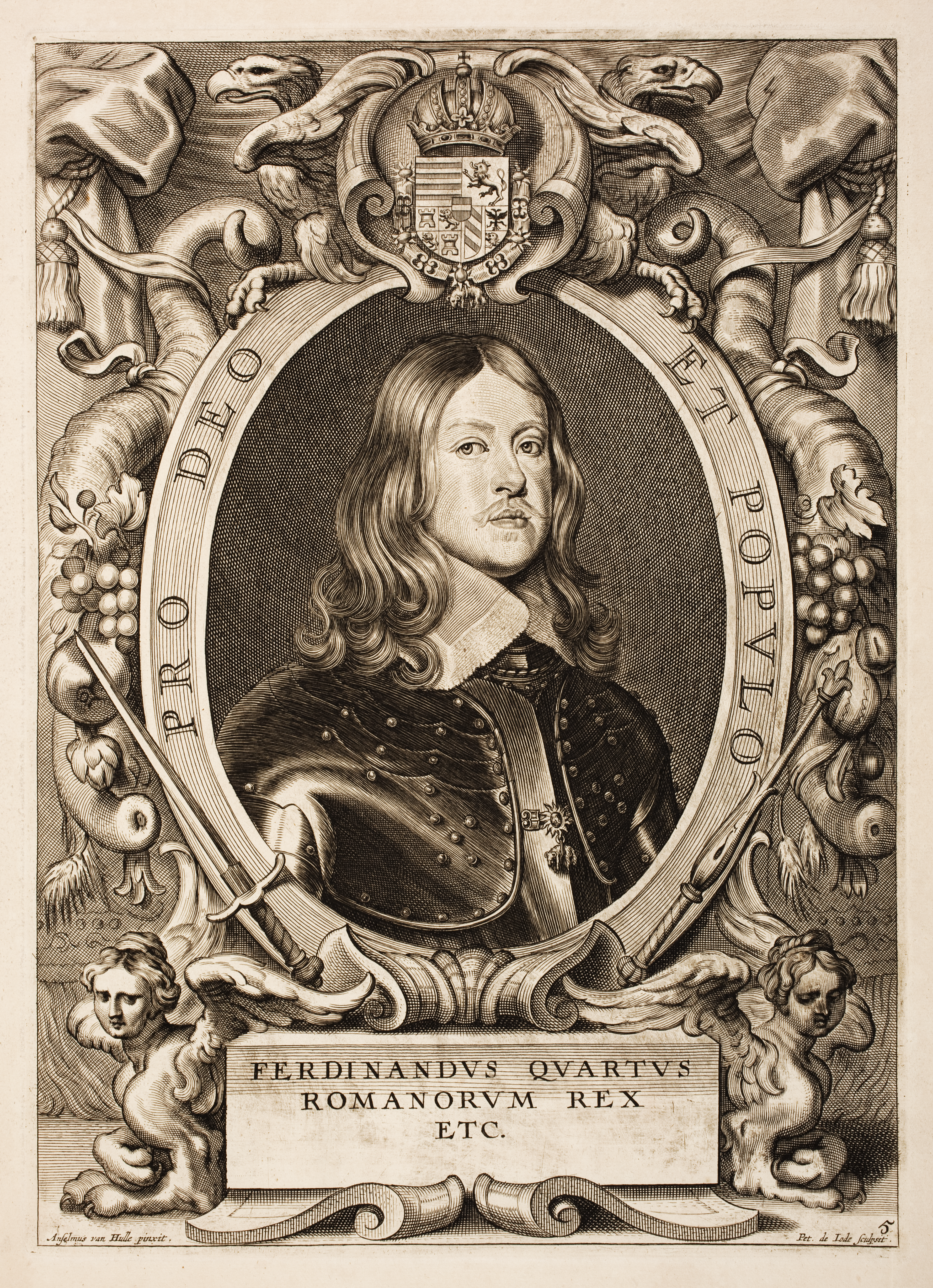
فرديناند الرابع، ملك الرومان

جرت الانتخابات في 31 مايو في أوغسبورغ.

#### الناخبون
- يوهان فيليب فون شونبورن، ناخب ماينتس (1647-1673).
- كارل كاسبر فون در ليين، ناخب ترير (1652-1676).
- ماكسيمليان هاينريش من بافاريا، ناخب بافاريا (1650-1688).
- فرديناند ماريا، ناخب بافاريا (1651-1679).
- يوهان غيورغ الأول، ناخب ساكسونيا (1611-1656).
- فريدرخ فيلهلم، ناخب براندنبورغ (1640-1688).
- كارل لودفيغ، ناخب بالاتينات (1648-1680).
- (فرديناند الرابع، حامل اللقب ملك بوهيميا (1646-1654)، أيضا ملك المجر).

#### انتخاب
فرديناند الرابع، ملك الرومان.
كان انتخاب فرديناند ملك للرومان هو توفير وريث يخلفه تلقائياً في العرش الإمبراطوري، ومع ذلك توفي فرديناند من الجدري في 9 يوليو 1654، بعد عام من انتخابه.
كانت هذه الانتخابات هي أول الانتخابات بعد نهاية حرب الثلاثين عاما والتي انتهت من خلال صلح وستفاليا، التي أعطت ناخب بالاتينات المنفي حقه، ومع ذلك احتفظ دوق بافاريا كذلك بحق الانتخابي؛ وبذلك ارتفع عدد الناخبيين إلى الثمانية؛ وافق ملك بوهيميا (الذي يتوقع فوزه في آية من الانتخابات) على امتناع في المشاركة في العملية الانتخابية، ومع ذلك يبقى لقب الانتخابي كما هو؛ (يضع هنا ملك بوهيميا بين قوسين).
ويضم مجلس الانتخابي الآن خمسة كاثوليك (أو أربعة دون بوهيميا)؛ وأثنين من اللوثريين (ساكسونيا وبراندنبورغ)؛ وكالفينية (بالاتينات)، ومع ذلك بعد خرب الثلاثين عاما لعبت الاختلافات الدينية دوراً صغيراً في سياسة الإمبراطورية.

### انتخابات 1658

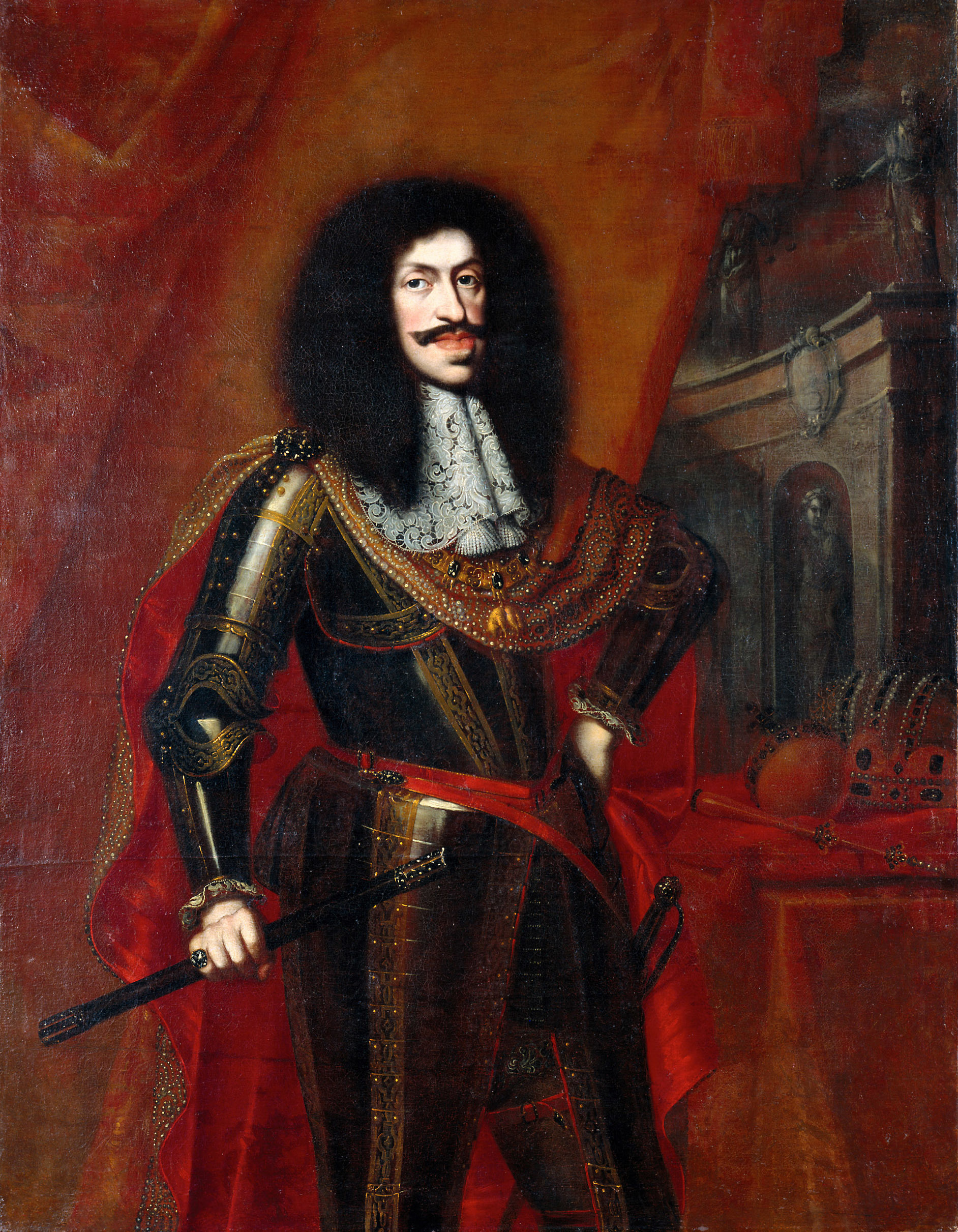
ليوبولد الأول، إمبراطور روماني مقدس

جرت هذه الانتخابات في 18 يوليو في فرانكفورت.

#### الناخبون
- يوهان فيليب فون شونبورن، ناخب ماينتس (1647-1673).
- كارل كاسبر فون در ليين، ناخب ترير (1652-1676).
- ماكسيمليان هاينريش من بافاريا، ناخب بافاريا (1650-1688).
- فرديناند ماريا، ناخب بافاريا (1651-1679).
- يوهان غيورغ الثاني، ناخب ساكسونيا (1611-1656).
- فريدرخ فيلهلم، ناخب براندنبورغ (1640-1688).
- كارل لودفيغ، ناخب بالاتينات (1648-1680).
- (ليوبولد، ملك بوهيميا (1656-1705)؛ وأيضا ملك المجر).

#### انتخاب
ليوبولد الأول، ملك الرومان.
جاءت هذه الانتخابات بعد وفاة الإمبراطور فرديناند الثالث في 2 أبريل 1657، والتي أعقبها أطول فترة انتخابية منذ القرن الثالث عشر، وكان هذا يرجع إلى حد كبير إلى أن ابن فرديناند الثالث على قيد الحياة ليوبولد كان ذو سبعة عشر عاماً في وقت وفاة والده، وكان من المعتقد عموماً أن الإمبراطور كان لابد أن يكون ذو 18 سنة، كان رئيس الوزراء الفرنسي الكاردينال مازارين يأمل في منع انتخاب ليوبولد وتأمين انتخاب لـ لويس الرابع عشر ملك فرنسا، وعلى الأقل لإيجاد مرشح بديل لهابسبورغ وربما يكون فرديناند ماريا البافاري، إلا أن هذه الجهود لم تنجح، وفي الأخير تم انتخب ليوبولد دون صعوبة تذكر.

### انتخابات 1690

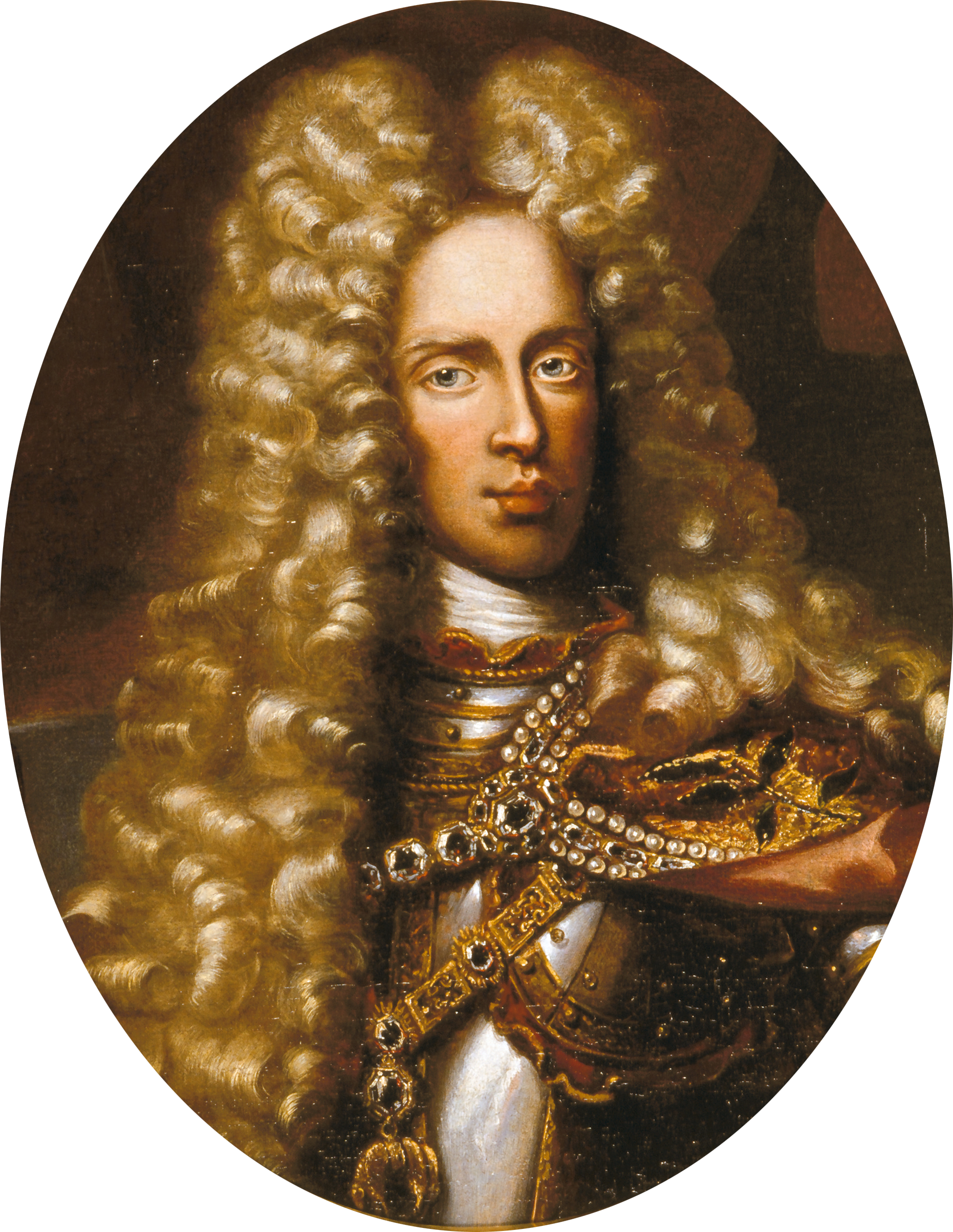
يوزف الأول، إمبراطور روماني مقدس

جرت هذه الانتخابات في 23 يناير في أوغسبورغ.

#### الناخبون
- أنسليم فرانز فون أنغلهيم، ناخب ماينتس (1679-1695).
- يوهان هوغو فون أورسبيك، ناخب ترير (1646-1711).
- يوزف كليمنس من بافاريا، ناخب كولونيا (1688-1723).
- ماكسيمليان الثاني، ناخب بافاريا (1679-1726).
- يوهان غيورغ الثالث، ناخب ساكسونيا (1680-1691).
- فيليب فيلهلم، ناخب بالاتينات (1656-1701).
- (ليوبولد، ملك بوهيميا (1656-1705)؛ وأيضا الإمبراطور وملك المجر).

#### انتخاب
يوزف الأول، ملك الرومان.
جرت هذه الانتخابات خلال عهد الإمبراطور ليوبولد الأول وهو لايزال على قيد الحياة، وأيضا حدثت هذه الانتخابات خلال حرب التسع سنوات؛ وهكذا أصبح يوزف ملكاً للرومان لمدة خمسة عشر عاماً، قبل أن يصبح إمبراطور مع وفاة والده في 5 مايو 1705.
تم تمرير ميراث بالاتينات إلى فيليب فيلهلم الذي كان كونت بالاتينات-نيوبورغ، وأيضا كاثوليكياً المذهب، وبذلك أصبح المجلس يحتوي على ستة الناخبين من كاثوليك وأثنين من اللوثرية.

## القرن 18

### انتخابات 1711

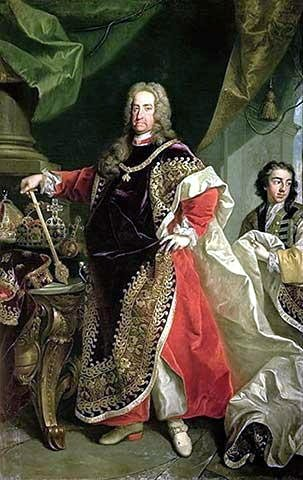
كارل السادس، إمبراطور روماني مقدس

جرت هذه الانتخابات في 12 أكتوبر.

#### الناخبون
- لوثار فرانتس فون شونبورن، ناخب ماينتس (1694-1729).
- كارل يوزف من لورين، ناخب ترير (1711-1715).
- كاريل الثالث، ملك يوهيميا (1711-1740)؛ وأيضا ملك المجر ومدعى العرش الإسباني.
- يوهان فيلهلم، ناخب بالاتينات (1701-1716).
- فريدرش أوغسطس الأول، ناخب ساكسونيا (1694-1733)؛ أيضا ملك بولندا.
- فريدرش الأول، ناخب براندنبورغ (1688-1713)؛ أيضا ملك في بروسيا.
- غيورغ لودفيغ الأول، ناخب هانوفر (1698-1727).

#### انتخاب
كارل السادس.
جرت هذه الانتخابات جرت عقب وفاة الإمبراطور يوزف الأول في 17 أبريل 1711؛ وقعت أثناء حرب الخلافة الإسبانية.
منذ انتخابات 1690 أدلت بعض تغييرات على قائمة وطبيعة الناخبين:-
- في 1692 منح الإمبراطور حق الانتخاب التاسع «هانوفر» لـ إرنست أوغسطس دوق بروانشفايغ-لونيبورغ-كالينيبورغ الذي كان لوثري المذهب، ولكن هذا القرار لقى معارضة كبيرة، وحتى الرايشتاغ الإمبراطوري (المجلس) لم يصادق على هذا الاختيار الفوري لإمبراطور.
- في 1679 أغسطس الثاني القوي، ناخب ساكسونيا تحول إلى الكاثوليكية لمواصلة مطالبته لـ تاج البولندي.
- أثناء حرب الخلافة الإسبانية مع فرنسا والتي بدأت في 1701، وبتحديد في 1702 وقف ناخب بافاريا ماكسيمليان الثاني إلى جانب الفرنسي وانضم إليه لاحقاً شقيقه ناخب كولونيا يوزف كليمنس (1688-1723).
- في 1703 اضطر ناخب كولونيا إلى الفرار نحو المنفى فرنسا، بحيث بقى فيها طيلة الحرب، وفي 1706 تم حرمانهم هو وشقيقه ناخب بافاريا من حق الانتخاب بسبب وقفهم إلى جانب الأعداء.
- ومع اجتماع الرايشتاغ في 1708، تم المواقفة على تعيين دوق براونشفايغ-لونيبورغ وأيضا ناخب هانوفر، وثانياً اعادت قبول تصويت ملك بوهيميا.

الآن أصبحوا ناخب ساكسونيا وبالاتينات كاثوليك، وبذلك أصبح الناخبون السبعة من الكاثوليك، وبإضافة ناخب هانوفر كان من اللوثرية مع براندنبورغ.

### انتخابات 1742

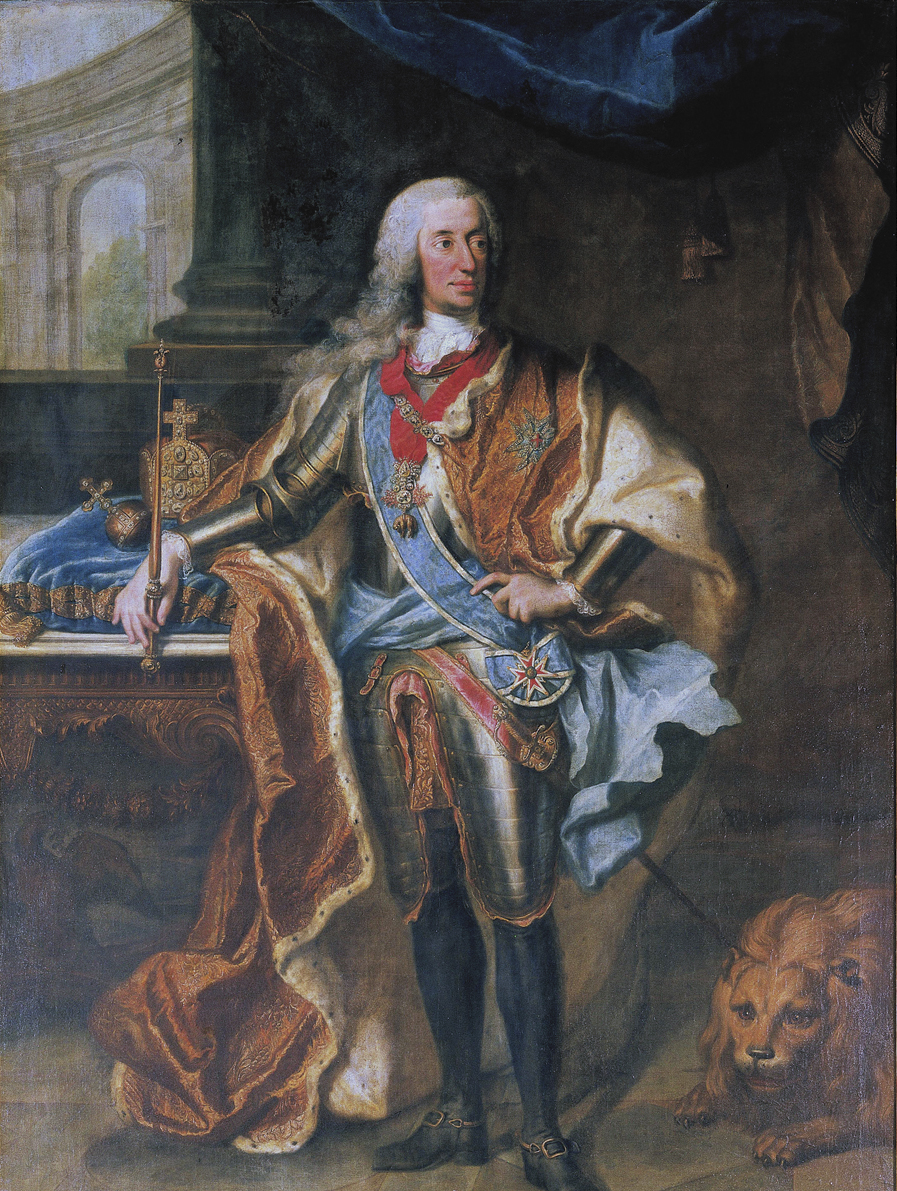
كارل السابع، إمبراطور روماني مقدس

جرت هذه الانتخابات في 24 يناير في فرانكفورت.

#### الناخبون
- فيليب كارل فون إلتز-كمبينيخ، ناخب ماينتس (1732-1742).
- فرانتس غيورغ فون شونبورن، ناخب ترير (1729-1756).
- كليمنس أوغسطس من بافاريا، ناخب كولونيا (1723-1761).
- كارل ألبرشت، ناخب بافاريا (1726-1745)؛ وأيضا بحوزته مملكة بوهيميا.
- فريدرخ أوغسطس الثاني، ناخب ساكسونيا (1733-1763)؛ وأيضا ملك بولندا.
- فريدرخ الثاني، ناخب براندنبورغ (1740-1786)؛ وأيضا ملك في بروسيا.
- كارل فيليب الثالث، ناخب بالاتينات (1716-1742).
- غيورغ الثاني، ناخب هانوفر (1727-1760)؛ وأيضا ملك بريطانيا العظمى.

#### انتخاب
كارل السابع، ناخب بافاريا.
جرت هذه الانتخابات أثناء حرب الخلافة النمساوية، كانت هذه أول انتخابات منذ أكثر من ثلاثمائة سنة لم ينتخب فيها الإمبراطور من هابسبورغ.
سُمح لناخبو بافاريا وكولونيا حق الانتخاب مع نهاية حرب الخلافة الإسبانية في 1714، ليصل العدد الإجمالي للناخبين إلى تسعة، كارل السادس كان في سنواته الأخيرة من حياته حاول تأمين الدعم الانتخابي لصهره فرانتس ستيفن دي لورين لخلافته كإمبراطور، عارض هذه الجهود من قبل الناخب كارل ألبرشت البافاري، الذي اعتقد نفسه بأنه الوريث المناسب، بحيث كان صهر شقيق كارل السادس أكبر سناً الإمبراطور يوزف الأول وعلى النحو نفسه هو سلالة الإمبراطور فرديناند الثاني، ومع ذلك حتى وفاة الإمبراطور كارل السادس اعتبرت ترجيح في كفة فرانتس ستيفن ستكون لها الغلبة.
ولكن بعد وفاة الإمبراطور في 20 أكتوبر 1740 انهار هذا الصرح كله، وبحيث قام الملك فريدرخ ملك بروسيا بغزو سيليزيا، ورفض الدعم لانتخاب فرانتس ستيفن، إلا أن ابنة كارل السادس ماريا تيريزا لم تعترف باكتسابه تلك الأراضي، وشجع فريدرخ الفرنسيين في دفاع عن أراضيه الجديدة، وبدعم فرنسي تمكن كارل ألبرشت من زو بوهيميا وتوج ملكاً بـ تلك الأراضي.
بالانتخابات الإمبراطورية التي طال تأجيلها، وكان لكارل ألبرشت الدعم أقوي من خلال صوتين الانتخابيين لنفسه، وأخرى لـ شقيقه كليمنس أوغسطس الكولوني، وأيضا ابن عمه كارل فيليب من بالاتينات، في حين تم تأييد فرانتس ستيفن من قبل زوجته ملكة بوهيميا، وكذلك ناخبو ماينتس، ترير، وهانوفر؛ وبذلك بقيت أصوات براندنبورغ وساكسونيا غير ملزمة، ولكن مع تودد الفرنسيين لدعم كارل ألبرشت، استطاع كارل ألبرشت تحقيق نصراً كبيراً عندما استطاع استبعاد ماريا تيريزا من الانتخابات على أساس أن خلافة بوهيميا كانت غير مستقرة، مع الأصوات آل فيتلسباخ ثلاثة ودعم ساكسونيا وبراندنبورغ، بدت الانتخابات لـ كارل ألبرشت لا مفر منها، في حين رضخ ناخبين الثلاثة الآخرين على اختيار كارل ألبرشت كـ الإمبراطور كارل السابع، ماريا تيريزا نتيجة استبعادها من الانتخابات لم تقبل بشرعية هذه الانتخابات حتى بعد وفاة الإمبراطور بعد ثلاث سنوات.

### انتخابات 1745

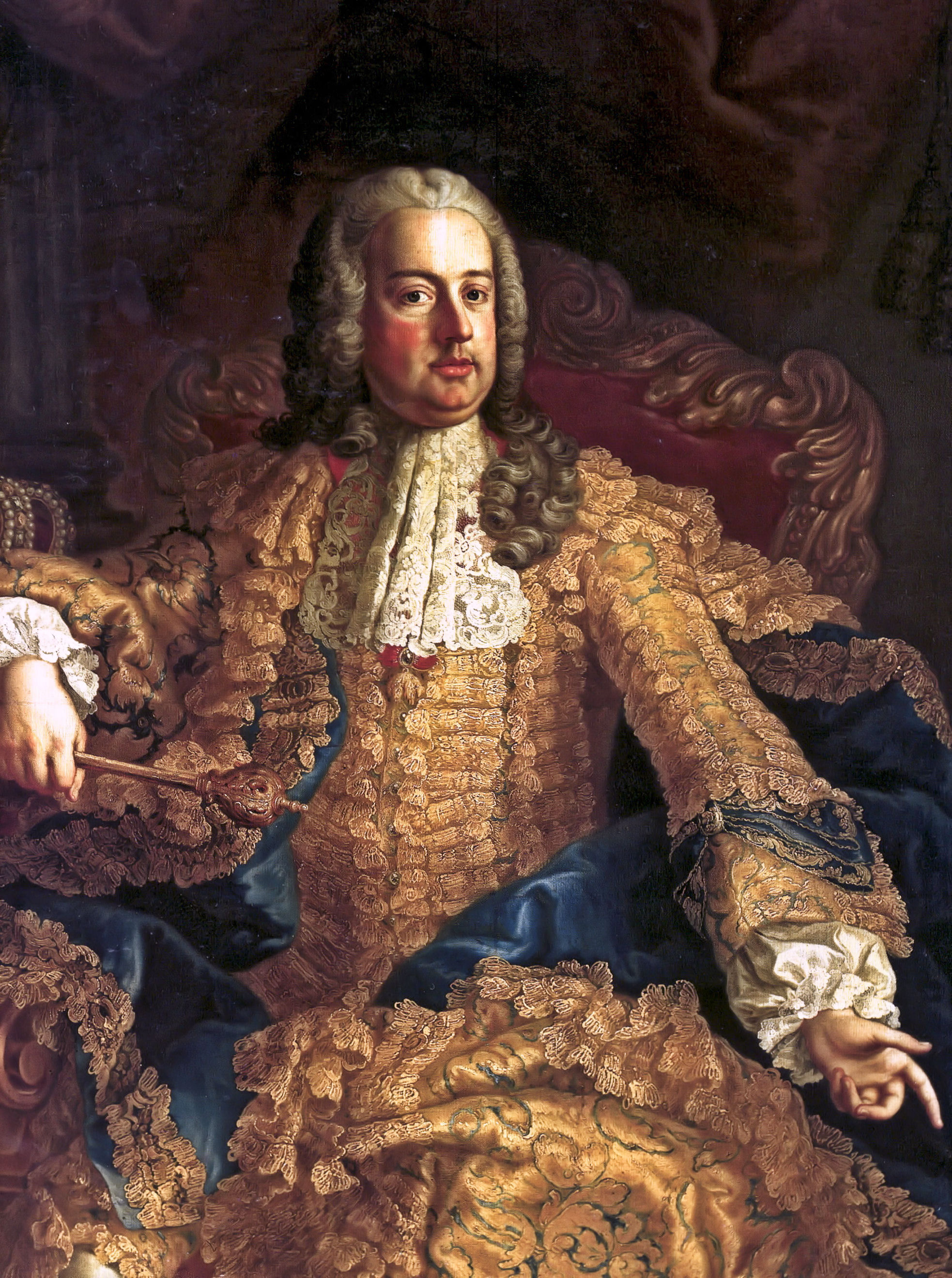
فرانتس الأول، إمبراطور روماني مقدس

جرت هذه الانتخابات في 13 سبتمبر في مدينة فرانكفورت.

#### الناخبون
- يوهان فريدريش كارل فون أوستين، ناخب ماينتس (1743-1763).
- فرانتس غيورغ فون شونبورن، ناخب ترير (1729-1756).
- كليمنس أوغسطس من بافاريا، ناخب كولونيا (1723-1761).
- ماريا تيريزا، ملكة بوهيميا (1743-1780)؛ وأيضا ملكة المجر.
- ماكسيمليان الثالث يوزف، ناخب بافاريا (1745-1777).
- فريدرخ أوغسطس الثاني، ناخب ساكسونيا (1733-1763)؛ وأيضا ملك بولندا.
- فريدرخ الثاني، ناخب براندنبورغ (1740-1786)؛ وأيضا ملك في بروسيا.
- كارل تيودور، ناخب بالاتينات (1742-1799).
- غيورغ الثاني، ناخب هانوفر (1727-1760)؛ وأيضا ملك بريطانيا العظمى.

#### انتخاب
فرانتس الأول، إمبراطور روماني مقدس.
جرت هذه الانتخابات في أعقاب حرب الخلافة النمساوية، تميزت بعودة آل هابسبورغ إلى الحكم مرة أخرى، مع وفاة الإمبراطور كارل السابع في 20 يناير 1745، هذه مرة سمح لـ ماريا تيريزا بالممارسة التصويت «بوهيميا»، كانت هذه أول الانتخابات لإمبراطورية تشارك فيها امرأة، وأيضا قامت بالترتيب مع الناخب ماكسيمليان الثالث ابن الإمبراطور كارل السابع مسبقاً الذي سُمح له بالعودة إلى بافاريا التي احتلتها القوات النمساوية منذ 1742 مقابل التصويت هو وعمه ناخب كولونيا لصالح فرانتس ستيفن، وبذلك استطعت الدبلوماسية النمساوية بدعم من ناخب ساكسونيا وناخبو مواليين لهابسبورغ ترير، ماينتس، هانوفر، في حين امتنع ناخب بالاتينات وبراندنبورغ عن التصويت بسبب أنهم كانوا في حالة حرب مع النمسا.

### انتخابات 1764

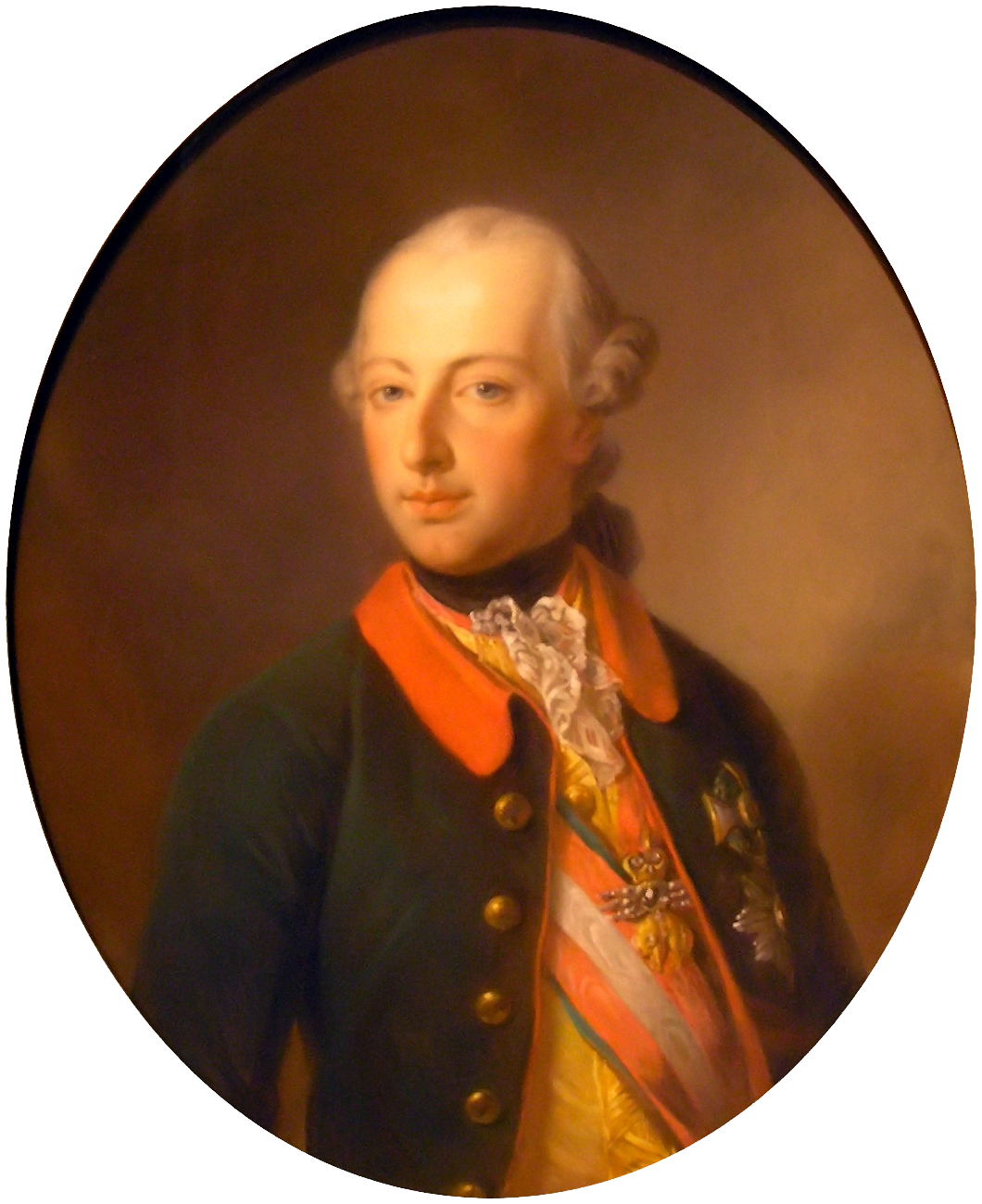
يوزف الثاني، إمبراطور روماني مقدس

جرت الانتخابات في 27 مارس بـ فرانكفورت.

#### الناخبون
- إمريش يوزف بريدباخ زو بوريشيم، ناخب ماينتس (1763-1774).
- يوهان فيليب فون فالديردورف، ناخب ترير (1756-1768).
- ماكسيمليان فريدريش فون كوينيجسيغ-روتنفلتس، ناخب كولونيا (1761-1784).
- ماريا تيريزا، ملكة بوهيميا (1743-1780)؛ وأيضا ملكة المجر.
- ماكسيمليان الثالث يوزف، ناخب بافاريا (1745-1777).
- فريدرخ الثاني، ناخب براندنبورغ (1740-1786)؛ وأيضا ملك في بروسيا.
- كارل تيودور، ناخب بالاتينات (1742-1799).
- غيورغ الثالث، ناخب هانوفر (1706-1806)؛ وأيضا ملك بريطانيا العظمى.

#### انتخاب
يوزف الثاني، ملك الرومان.
جرت هذه الانتخابات بينما لايزال الإمبراطور فرانتس الأول على قيد الحياة، وذلك بهدف ضمان استمرار الخلافة، بذلك أصبح الأمير يُعرف بـ ملك الرومان حتى وفاة الإمبراطور، وبعدها أصبح إمبراطوراً دون حاجة إلى انتخابات أخرى.

### انتخابات 1790

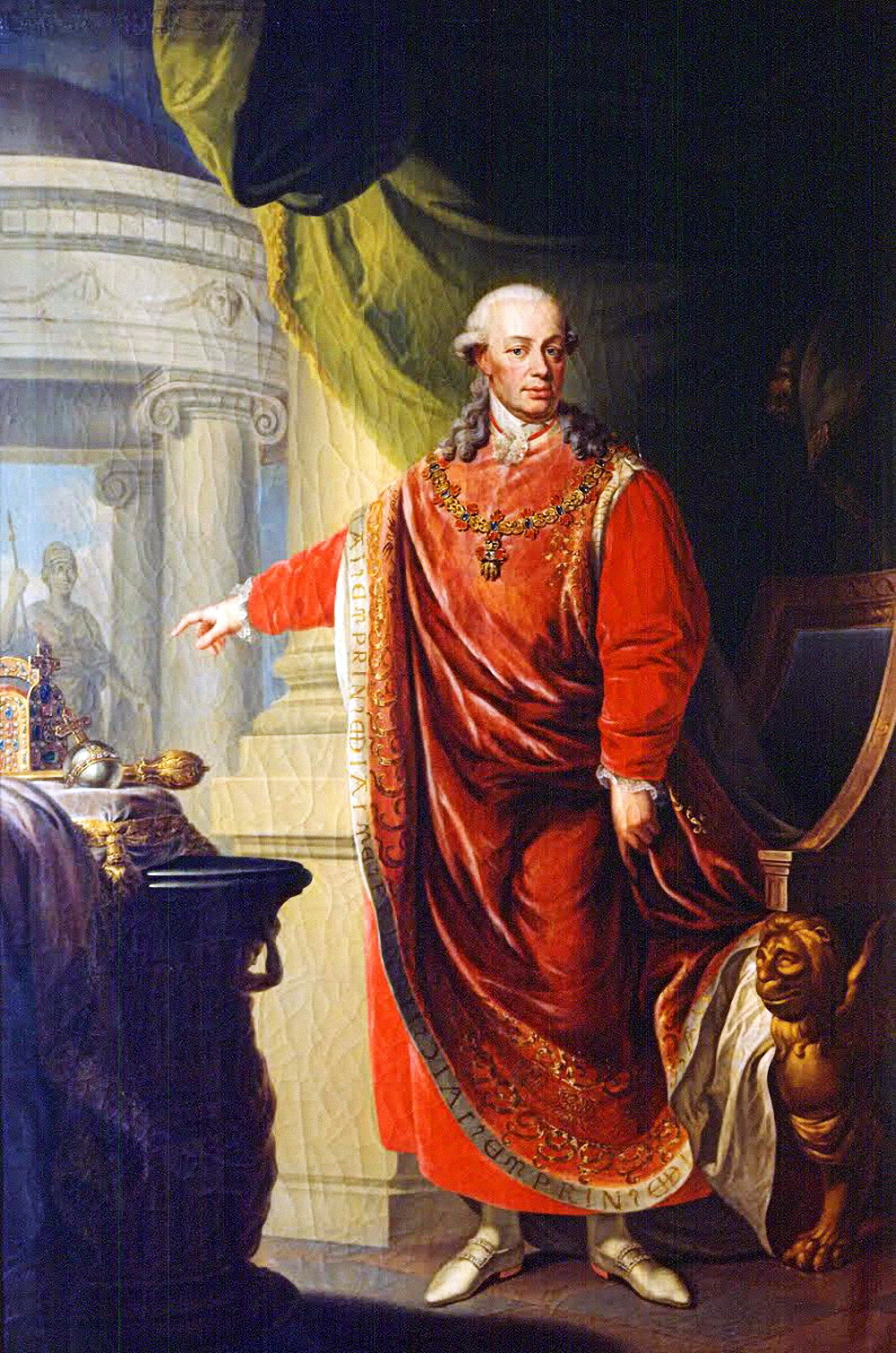
ليوبولد الثاني، إمبراطور روماني مقدس

جرت هذه الانتخابات في 30 مارس بـ فرانكفورت.

#### الناخبون
- فريدرخ كارل يوزف فون إرثيل، ناخب ماينتس (1774-1802).
- كليمنس فنتسل من ساكسونيا، ناخب ترير (1784-1803).
- ماكسيمليان فرانتس من النمسا، ناخب كولونيا (1784-1801).
- ليوبولد، ملك بوهيميا (1790-1792)؛ وأيضا ملك المجر ودوق توسكانا الأكبر.
- كارل تيودور، ناخب بافاريا (1777-1799).
- فريدرخ أوغسطس الثالث، ناخب ساكسونيا (1763-1806).
- فريدرخ فيلهلم الثاني، ناخب براندنبورغ (1786-1797)؛ وأيضا ملك بروسيا.
- غيورغ الثالث، ناخب هانوفر (1706-1806)؛ وأيضا ملك بريطانيا العظمى.

#### انتخاب
ليوبولد الثاني، دوق توسكانا الأكبر.
تم انتخاب ليوبولد، شقيق الإمبراطور يوزف الثاني، كانت فرنسا بعد قيام الثورة الفرنسية ما زالت في مرحلة الدستورية، على ما يبدو حتى ذاك الوقت أنها لم تشكل أي تهديد خطير للمؤسسات الأوروبية القائمة، ليوبولد كانت دوق توسكانا الأكبر خلال عهد شقيقه، كان من الإصلاحيين، ومع انتخابه كالإمبراطور اقترح انتشار إصلاحاته، على الأقل في أراضيه النمساوية والمجرية ذات سيادة المطلقة، إن لم يكن في جميع أنحاء الإمبراطورية، إلا أن وفاة ليوبولد في وقت مبكر منع هذه الإصلاحات ولم تؤتي ثمارها.
كارل تيودور، ناخب بالاتينات أصبح أيضا دوق وناخب بافاريا في 30 ديسمبر 1777. وفقا لأحكام السابقة تم دمج خطوط الأسرة، وبذلك أصبح التصويت الانتخابي لـ بالاتينات لصالح ناخب البافاري.

### انتخابات 1792

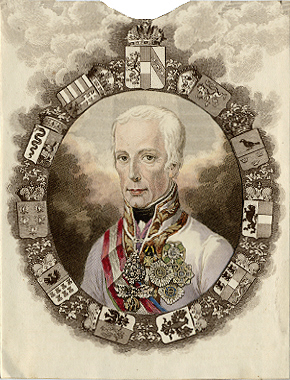
فرانز الثاني، إمبراطور روماني مقدس

جرت هذه الانتخابات في 5 يوليو بـ فرانكفورت.

#### الناخبون
- فريدرخ كارل يوزف فون إرثيل، ناخب ماينتس (1774-1802).
- كليمنس فنتسل من ساكسونيا، ناخب ترير (1784-1803).
- ماكسيمليان فرانتس من النمسا، ناخب كولونيا (1784-1801).
- فرانتيسك، ملك بوهيميا (1792-1835)؛ وأيضا ملك المجر.
- كارل تيودور، ناخب بافاريا (1777-1799).
- فريدرخ أوغسطس الثالث، ناخب ساكسونيا (1763-1806).
- فريدرخ فيلهلم الثاني، ناخب براندنبورغ (1786-1797)؛ وأيضا ملك بروسيا.
- غيورغ الثالث، ناخب هانوفر (1706-1806)؛ وأيضا ملك بريطانيا العظمى.

#### انتخاب
فرانتس الثاني، إمبراطور روماني مقدس.
مع وفاة ليوبولد الثاني في 1 مارس 1792؛ وبعد أقل من شهرين ، أعلنت فرنسا الحرب علي ابنه فرانتس الثاني ، وليس كامبراطور (لأنه لم ينتخب بعد) ولكن باعتباره «ملك المجر». اجتمع الناخبون في فرانكفورت بين المخاوف المتزايدة بشان الوضع الثوري في فرنسا؛ غير أن كان يعتقد عموماً أن تحالف الموحد يمكن أن يضع حد لثوار الفرنسيين بسهولة، ولم يكن من المتوقع أن تؤدي الثورة الفرنسية إلى حرب من شانها أن اكتساح الامبراطورية بأكملها، اعتبرت انتخابات 1792 هي أخر انتخابات في الإمبراطورية.
ألغيت الانتخابية في ماينتس وكولونيا وترير، تم إنشاء ناخبو الجدد في ريغنسبورغ، سالزبورغ، فورتمبيرغ، بادن، وهسن-كاسل (1803)؛ وفي حين فرانتس رفع نفسه من كونه ملك بوهيميا إلى إمبراطور النمسا (1804)؛ ومع ذلك ألغت الإمبراطورية بأكملها في 1806.